# Historia de Silesia

Escudo de armas histórico de la Baja Silesia

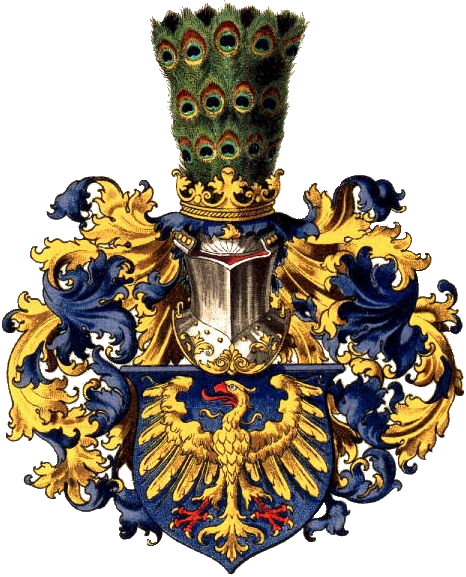
Escudo de armas histórico de la Alta Silesia

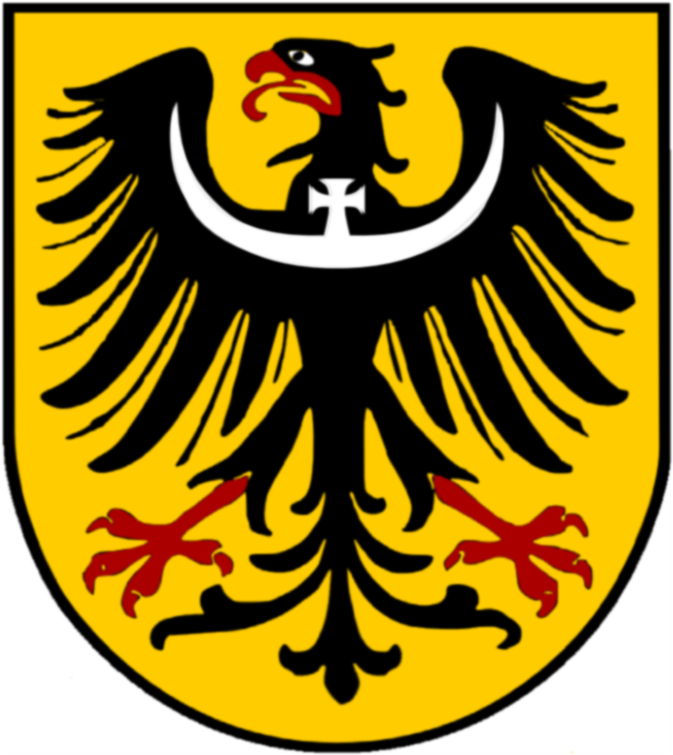
Escudo histórico de Silesia

Bandera

En la segunda mitad del milenio II a. C. (finales de la Edad del Bronce), Silesia pertenecía a la cultura lusaciana. Aproximadamente en el 500 a. C. llegaron los escitas y más tarde los celtas en el sur y el suroeste. A partir del siglo I a. C., los silingos y otros pueblos germánicos, bastarnos y vándalos, se establecieron en Silesia (de este período ya se cuenta con informes escritos de autores antiguos que tratan la zona). En 406 esos primeros pobladores se desplazaron a conquistar al Imperio romano, siendo la región repoblada en los siglos VI-VII por pueblos eslavos como los lusacios y sorabos o serbios blancos, en el oeste, y los croatas blancos en el este. Hacia fines del siglo VII la mayoría de los croatas blancos y gran parte de los serbios blancos marcharon hacia la península de los Balcanes estableciéndose en las actuales Croacia y Serbia, siendo entonces Silesia repoblada por polacos y checos.
Los primeros estados conocidos en Silesia fueron los de Gran Moravia y Bohemia. Adquirida en 990 por el príncipe polaco Miecislao I a los bohemios (checos), Silesia fue incorporada a Civitas Schinesghe, el primer nombre reconocido de un estado polaco (siguió siendo parte de Polonia hasta la Fragmentación de Polonia (1138-1320)). Durante los siglos X al XII Silesia fue escenario de numerosas guerras polaco-bohemias.
En 1138, el príncipe polaco Boleslao III el Bocatorcida dividió el país entre sus cuatro hijos: Silesia pasó a depender de su hijo mayor, Vladislao II el Desterrado, que pronto tendría que salvarse con el destierro al ser atacado por sus hermanos menores. Al volver del exilio, sus hijos Boleslao el Alto y Miecislao el Piernas Torcidas, se dividieron la región, primera de las muchas divisiones que ha permanecido hasta la actualidad. Silesia fue continuamente dividida entre muchos ducados gobernados por varios duques de la dinastía Piast). Durante el gobierno de esos príncipes, Silesia, aunque dividida, permaneció siendo la región más desarrollada de Polonia.  Los príncipes fundaron numerosas ciudades y minas y aumentó la influencia cultural y étnica alemana  debido a los inmigrantes de los partes de habla alemana del Sacro Imperio Romano Germánico, a medida que la economía de la región se desarrollaba y se fundaban ciudades bajo el derecho municipal alemán.
En 1241, en la batalla de Liegnitz, el ejército del príncipe Enrique II  —que murió en la batalla— logró detener la invasión mongola.
Entre los años 1289-1292, el rey de Bohemia Wenceslao II se convirtió en soberano de algunos ducados de la Alta Silesia. Posteriormente, Silesia se convirtió en posesión de la Corona de Bohemia bajo el Sacro Imperio Romano Germánico en el siglo XIV.
Con el crecimiento de la hegemonía regional del unificado reino bohemio, en el siglo XIV los principados silesianos quedaron feudados por los reyes del sur, aunque todavía bajo el poder de los príncipes de la dinastía Piast. La reunificación del reino polaco no cambió la situación política, tampoco el corto reinado de la dinastía polaco-lituana en Praga. (El último Piast murió en el año 1675.)
En 1335, en el contrato de Trenčín, el rey polaco Casimiro III renunció «para siempre» a Silesia en favor del rey de Bohemia. En 1355, el emperador romano germánico Carlos IV (que desde 1347 era rey de Bohemia) incorporó Silesia al Sacro Imperio Romano Germánico. 
En 1526, el reino bohemio, junto con toda Silesia, pasó a manos de a la Monarquía de los Habsburgo. El ducado de Crossen fue heredado por el margraviato de Brandeburgo en 1476 y, con la renuncia del rey Fernando I de Habsburgo a las propiedades de Bohemia en 1538, se convirtió en una parte integral de Brandeburgo.
Con la llegada de la Reforma protestante (a partir de 1521) comenzaron los conflictos entre la mayoría protestante de la población y la dinastía católica.  
Tras la guerra de sucesión austríaca, en 1742 la mayor parte de Silesia quedó bajo el control del reino de Prusia de Federico II el Grande, y posteriormente se convirtió en la provincia prusiana de Silesia. Con la intensa colonización e industrialización empezó un tiempo de gran prosperidad.
La creación del Imperio alemán en 1871 incluyó a Silesia dentro de la Unificación alemana impulsada por Otto von Bismarck.
Después de la Primera Guerra Mundial, la Baja Silesia, que tenía una amplia mayoría alemana, permaneció con Alemania, mientras que la Alta Silesia, después de un plebiscito y tres  insurrecciones de los habitantes polacos, se dividió. Parte se unió a la renacida Segunda República Polaca y fue administrada como Voivodato de Silesia. La provincia prusiana de Silesia dentro de Alemania se dividió en las provincias de  Alta Silesia y Baja Silesia. La Silesia austríaca (oficialmente: Ducado de la Alta y Baja Silesia; casi idéntica a la actual Silesia checa), la pequeña porción de Silesia retenida por Austria después de las guerras de Silesia, pasó a formar parte de la nueva Checoslovaquia. En 1920 estalló un conflicto militar fronterizo entre Polonia y Checoslovaquia, que acabó con la división de la parte sureña de Silesia. 
Durante la Segunda Guerra Mundial, la Alemania nazi invadió las partes polacas de la Alta Silesia. Los judíos fueron objeto de genocidio en el Holocausto, mientras que los planes alemanes hacia los polacos implicaban una limpieza étnica y el exterminio biológico. En 1945 ambas provincias fueron ocupadas por la Unión Soviética. Según las exigencias del Acuerdo de Potsdam, la mayor parte de ese territorio se transfirió posteriormente a la República Popular de Polonia. La mayor parte de la población alemana, que no había sido evacuada o había huido, fue expulsada por la administración polaca recién llegada, mientras que los polacos expulsados de las zonas fronterizas del este de Polonia se establecieron en la región. Después de la derrota alemana en la Segunda Guerra Mundial, la parte de Silesia todavía perteneciente a Alemania fue cedida a Polonia a cambio de las tierras orientales polacas anexadas por la Unión de Repúblicas Socialistas Soviéticas (URSS) en 1944, cuando expulsaron a los alemanes y declararon unilateralmente que su frontera con Polonia era la establecida en la Línea Curzon de 1919. Toda la población alemana (más de 4 millones de personas) fue desterrada y en su lugar la región fue colonizada con polacos, parcialmente polacos de las regiones de Vilna y Leópolis. La parte checa de Silesia anexionada por la Alemania nazi en el marco de la integración de los Sudetes, también fue vaciada de su población alemana. Un 20% de la población polaca vive actualmente en Silesia, pero apenas hay familias cuyos antepasados sean naturales de la región.
Desde 2004, la totalidad de Silesia forma parte de la Unión Europea.

## Prehistoria

Europa neolítica (ca. 4500-4000 a. C.): Silesia es parte de la cultura danubiana (amarillo).

Los primeros signos de seres humanos en Silesia datan de hace entre 230 000−100 000 años. La región de Silesia entre el alto Vístula y el alto Oder era el extremo septentrional de la penetración humana en el momento de la última glaciación. Se estima que el humano anatómicamente moderno llegó a Silesia hace unos 35 000 años. Posteriormente, Silesia fue habitada por personas que pertenecieron a culturas arqueológicas cambiantes en las Edades de Piedra, Bronce y Hierro. La civilización de la vieja Europa incluía Silesia. A finales de la Edad del Bronce, la cultura lusaciana (en el pasado, se especuló de diversas maneras que era 'pregermánica', proto-eslavo, tracia, carpo-dacio o ilirio) cubría Silesia. Más tarde, los escitas y los celtas (tribus de boyos, gotinis y osios) jugaron un papel dentro del territorio de Silesia. Aún más tarde, tribus germánicas emigraron a Silesia, posiblemente desde el norte de Alemania o de Escandinavia.

### Celtas en Silesia (siglosIV-Ia.C.)
Los celtas emigraron a partes de Silesia en al menos dos oleadas.  La primera oleada de colonos celtas llegó a las zonas al norte de los Sudetes a principios del siglo IV a. C.. Representaban la cultura de La Tène. Los arqueólogos han encontrado evidencias de la presencia celta que datan de ese período en áreas de suelos de loess al sur de la actual Breslavia, entre el río Bystrzyca y el río Oława, así como en la meseta de Głubczyce, donde, por ejemplo, se han encontrado muchas monedas celtas. Quizás el asentamiento celta mayor de Silesia fue el excavado en el sitio Nowa Cerekwia site en la Alta Silesia —era comparable en tamaño a los asentamientos Boii en Němčice en Moravia y en Roseldorf en la Baja Austria. Otra migración celta a áreas de la Polonia moderna ocurrió probablemente en paralelo con las invasiones de Grecia y Macedonia en 279-277 a. C.. En ese momento, la colonización celta se extendió también a las actuales Pequeña Polonia y Subcarpatia.
La cultura celta en Silesia floreció durante los siglos IV, III y la mayor parte del siglo II a. C., pero la evidencia arqueológica apunta a un colapso demográfico dramático, e incluso a la despoblación completa de algunas áreas del asentamiento celta, a finales del siglo II a. C.. Esos cambios coincidieron en el tiempo con las migraciones de los cimbros y los teutones (113-101 a. C.)  que cruzaron Silesia en su camino hacia el sur. En ese momento, todas las evidencias de habitación en la meseta de Głubczyce desaparecieron, y la región permaneció deshabitada durante los siguientes 150 años. En otras partes del territorio celta de Silesia, la población también experimentó una disminución muy pronunciada, pero no tan total como en la región de Głubczyce. Acuñación de monedas celtas continuó en algunos asentamientos hasta finales del siglo  a. C.. Sin embargo, desde el siglo I d. C. en adelante, toda evidencia de la cultura material celta desaparece de Silesia.
La cultura de La Tène en Silesia fue sucedida (sustituida) por la cultura Przeworsk.

## Historia antigua
Las primeras fuentes escritas sobre Silesia provienen del egipcio Ptolomeo (Magna Germania) y del romano Tácito (Germania). Según Tácito, en el siglo I d. C. Silesia estaba habitada por una liga multiétnica dominada por los Lugii. Los silingos también formaban parte de esa federación, y muy probablemente un pueblo vandálico (germánico) que vivía al sur del mar Báltico en las áreas de los ríos Laba (más tarde Elba), Oder y Vístula. Otras tribus germánicas orientales también habitaban la región.
Después de 500 d. C., el período de las grandes migraciones habría inducido a la mayor parte de las tribus germánicas orientales a continuar su migración y a abandonar Silesia hacia el sur de Europa, mientras que las tribus eslavas comenzaron a aparecer y extenderse por las tierras silesias.

## Tribus eslavas medievales tempranas

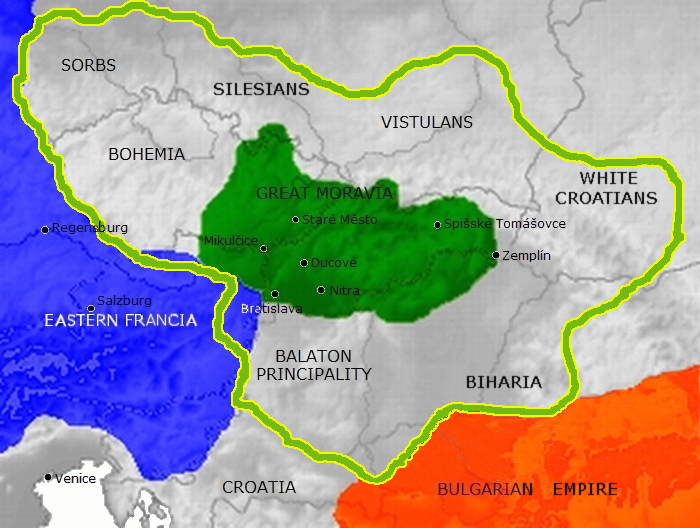
Europa Central en 870. Francia Oriental en azul, Bulgaria en naranja, Gran Moravia bajo Rastislav en verde. La línea verde representa las fronteras de la Gran Moravia después de la expansión territorial bajo Svatopluk I (incluida Silesia).

Fuentes de los siglos IX y X que describen Silesia, como el Geógrafo Bávaro (ca. 845) o la Crónica de Thietmar, indican que la zona que más tarde se conocería como Silesia, estaba habitada en ese entonces por varias tribus lechitas, conocidas desde fuentes escritas bajo sus nombres latinizados. Los Sleenzane (Slenzans; Ślężanie) vivían en tierras cercanas a la actual Breslavia y a lo largo del río Ślęza, así como cerca del monte Ślęża. Probablemente eran de 60−75 000 personas y según el Geógrafo Bávaro, se dividieron en 15 civitates. Los opolinos (opolanos; opolanios) vivían en tierras cercanas a la moderna Opole, su población era quizás de 30−40 000 personas y comprendían 20 civitates. Los dadodesani o Dedosize (Dyadosans; Dziadoszanie) vivían en áreas cercanas a la actual Głogów, contaban probablemente con 30 000 personas, así como 20 civitates. Los  Golensizi (Golensizians; Golęszyce) habitaban cerca de las modernas Racibórz, Cieszyn y Opawa: consistían en cinco civitates. Los lupiglaa (Głubczyce) probablemente vivían en la meseta de Głubczyce, cerca de Głubczyce, y comprendían 30 civitates. Los trebouane (Tryebovians; Trzebowianie), mencionados en el «Documento de Praga» (que describe la situación en el año 973 o antes), ocuparon áreas cercanas a la moderna Legnica y podrían sumar entre 25−30 000 individuos. Los poboranos (Bobrans; Bobrzanie) —mencionados en el mismo documento— vivían a lo largo del curso medio y bajo del río Bóbr. Los psyovians (psouane; pszowianie) vivían cerca de Pszów, al este de los opolanos y al oeste de Cracovia.
A principios de los siglos X y XI  (ca. 1000), la población total de Silesia se estima era de unas 250 000 personas.

## Gran Moravia y Ducado de Bohemia
En el siglo IX, partes del territorio de Silesia quedaron bajo la influencia de la Gran Moravia, el primer estado históricamente atestiguado de la región. Después del declive de la Gran Moravia, uno de sus sucesores, el ducado de Bohemia, conquistó gradualmente Silesia. A principios del siglo X, Bratislao I (r. 915-921) sometió a los golensizos y poco después se apoderó de Silesia Media. Breslavia posiblemente fue fundada por él y recibió su nombre. Su hijo Boleslaus I de Bohemia sometió a los boboranos entre 950 y 965 y más tarde también a opolanos y dedosizos. La ciudad de Bolesławiec lleva su nombre. Los gobernantes bohemios también intentaron evangelizar la región y abrieron Silesia al comercio internacional. En 973, cuando viajaba desde Praga a Cracovia, el explorador/historiadorAbraham ben Jacob  cruzó el sur de Silesia por una carretera que más tarde se convirtió en una de las principales rutas comerciales entre Oriente y Occidente.

## Reino de Polonia (1025-1335)

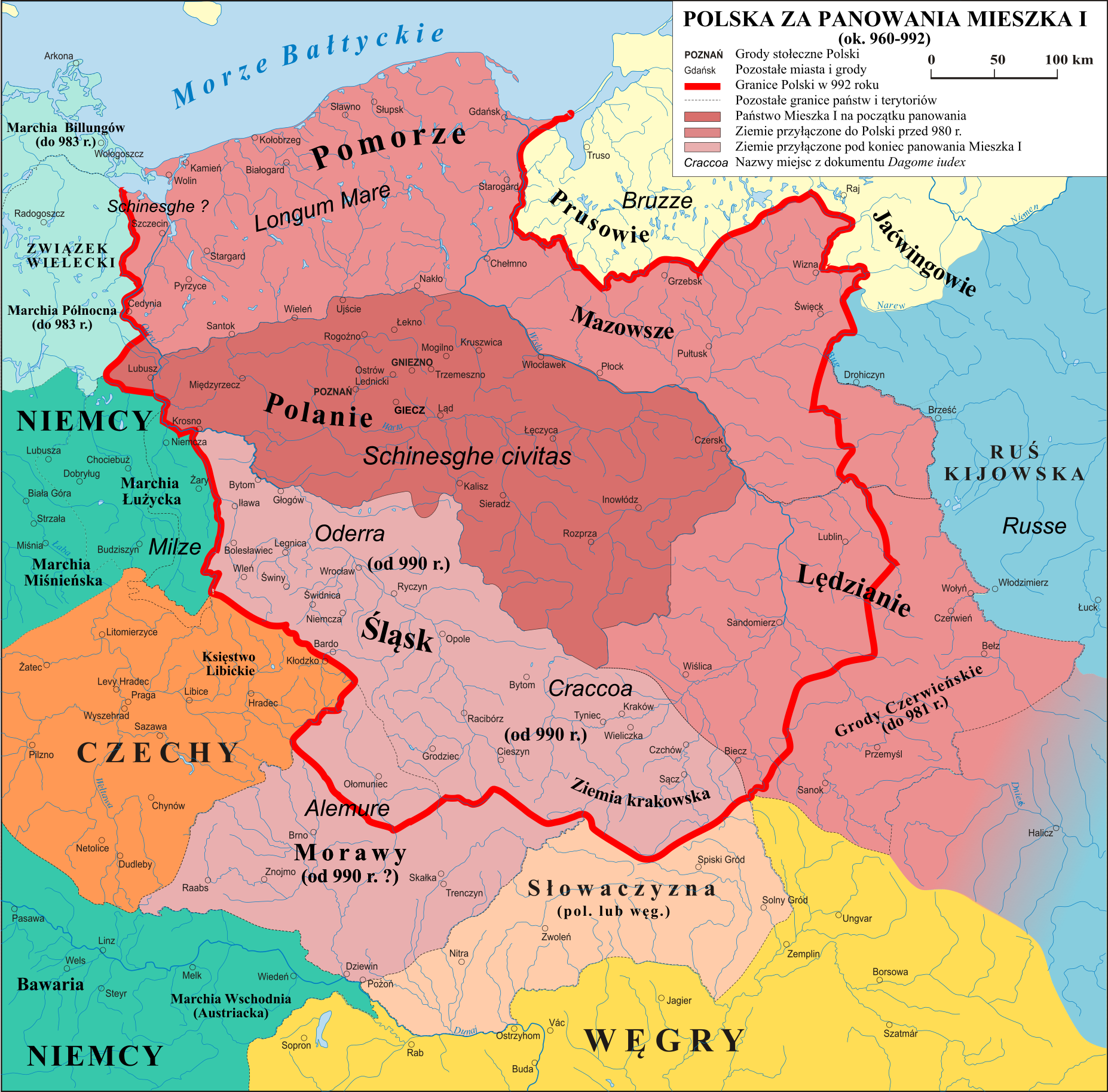
Temprana Polonia Piasta al final del reinado de Mieszko I, ca. 992, mostrando Silesia como parte de Polonia).

A finales del siglo IX, Silesia entró en la esfera de influencia de dos de sus vecinos, el Sacro Imperio Romano Germánico y el reino de Polonia. En 971, para hacer proselitismo en Silesia del cristianismo, el emperador del Sacro Imperio Romano Germánico Otón I donó el diezmo del área de Dziadoszyce a la diócesis de Meissen, y en 996 Otón III definió el Oder hasta sus fuentes como la frontera del margraviato de Meissen. Esto no tuvo consecuencias prácticas, ya que el estado polaco en expansión de Mieszko I conquistaba Silesia al mismo tiempo. El área de Dziadoszyce fue ya incorporada c. 970.  En 990 en la guerra polaco-bohemia Mieszko se anexionó la Silesia Media y su principal municipio, Niemcza, con la ayuda del Sacro Imperio Romano Germánico, que apoyó a Polonia para debilitar a Bohemia. El sucesor de Mieszko, Boleslao I estableció una provincia eclesiástica polaca independiente en 1000 (ver: Congreso de Gniezno) el obispado de Wrocław, subordinado al arzobispado de Gniezno.
Después de la muerte de Boleslao I en 1025, su hijo mayor, MiecislaoII, fue coronado rey de Polonia (r. 1025-1031). Debido a una invasión extranjera en 1031, Mieszko se exilió. La derrota militar del joven estado provocó una revuelta pagana en 1031-1032. Ello puso en peligro la iglesia cristiana recién establecida también en Silesia, donde derrocó al obispo de Wrocław. Sin embargo, Mieszko recuperó el poder en 1032 y restauró el orden. Murió en 1034, sucedido por su hijo mayor Casimiro I el Restaurador (r. 1034-1058). En 1037 tuvo lugar una revuelta de los nobles y Casimiro huyó. Esto fue explotado por un duque de Bohemia, Bretislao I (r. 1035-1055), quien, después de saquear la Gran Polonia, tomó el control de Silesia en 1038. En 1039, Casimiro regresó a Polonia y comenzó a reunificar el país. En 1050, volvió a tomar la mayor parte de Silesia, pero se vio obligado a pagar tributo a Bohemia. Este tributo, 300 marcos por año (luego elevado a 500 marcos), fue la razón de repetidas guerras entre los dos países. Además, Silesia estaba dividida por luchas internas, ya que algunas partes de la sociedad estaban insatisfechas con los cambios impuestos por Polonia. En 1093, la nobleza de Silesia, apoyada por Bohemia, se rebeló. Los nobles exigieron la destitución del despótico palatino Sieciech, así como el reconocimiento de los derechos del príncipe Zbigniew de Polonia sobre la corona polaca. El levantamiento solo tuvo un éxito parcial. Zbigniew fue reconocido oficialmente como heredero al trono. Sieciech, sin embargo, retuvo el poder hasta 1099 y huyó del país en 1101. Esta era de guerras y disturbios terminó con el tratado de paz de Kladsko (polaco: Kłodzko) en 1137, en el que se definió la frontera entre Bohemia y Silesia y se confirmó la afiliación de  la zona de Kladsko a Bohemia.

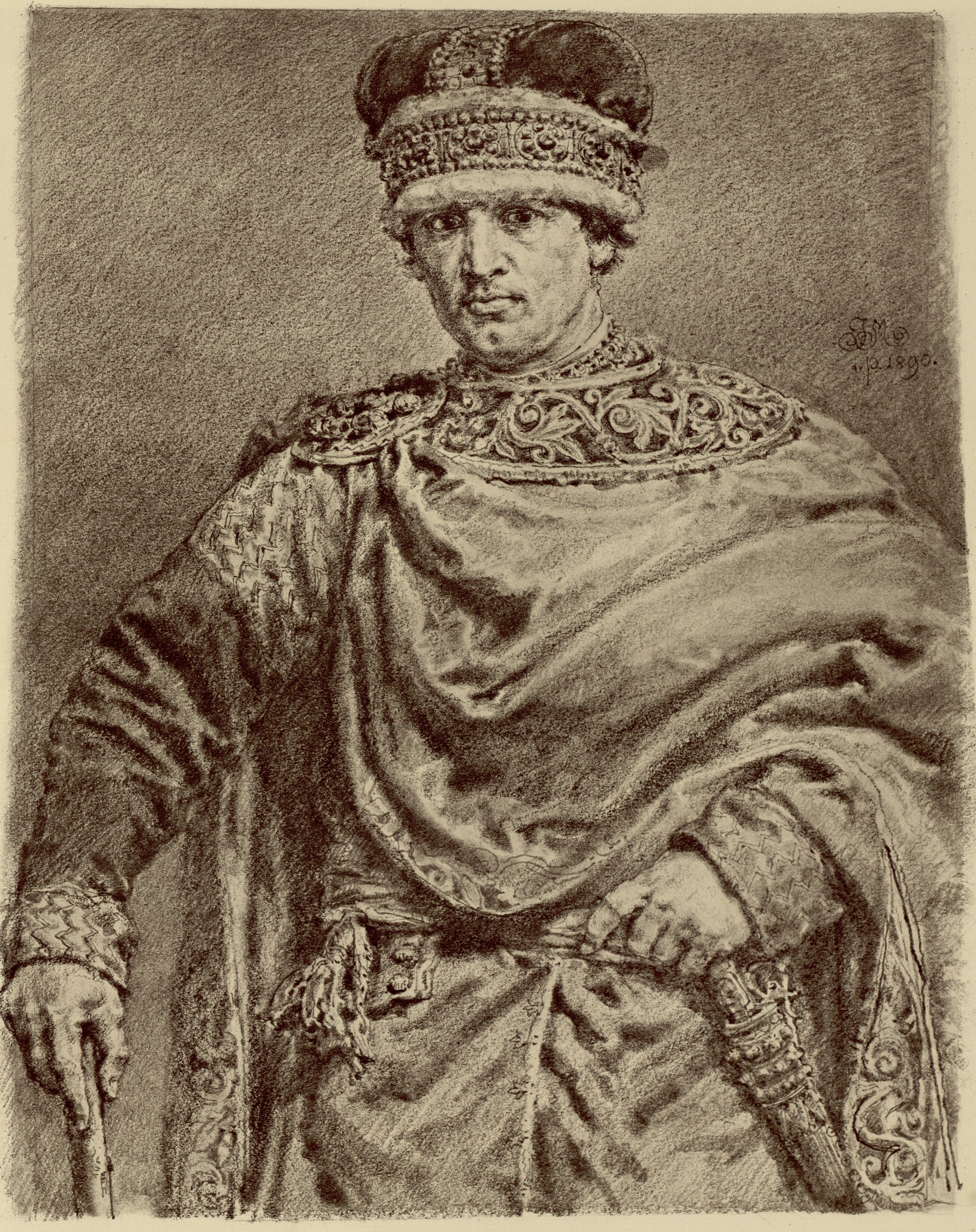
Vladislao II el Desterrado. Primero de los piastas de Silesia. Dibujo de Jan Matejko.

En 1146, el Alto Duque Vladislao II (r. 1138-1146) fue expulsado al exilio a Alemania por sus hermanos, quienes se opusieron a sus intentos de fortalecer el control del Alto Duque sobre los duques restantes. Silesia pasó a ser posesión del nuevo Alto Duque, Boleslao IV el Rizado (r. 1146-1173). Mientras tanto, Vladislao intentó sin éxito persuadir a los emperadores del Sacro Imperio Romano Germánico Conrado III y su sucesor Federico Barbarroja para que lo ayudaran a recuperar su ducado. En 1163, sus tres hijos (Conrado, Miecislao  y Boleslao)  tomaron posesión de Silesia con el respaldo imperial y probablemente la gobernaron juntos hasta 1172, antes de dividir el territorio. Boleslao recibió el área de Wrocław, Opole y Legnica; Conrado, Żagań, Głogów y Krosno; y Miecislao , la parte más pequeña con Ratibor y Cieszyn. Mientras Conrado se preparaba en Fulda para una carrera clerical, su hermano Boleslao administraba sus posesiones hasta la temprana muerte de Konrad, cuando Boleslao incorporó los dominios de Conrado a su ducado. Miecislao al mismo tiempo expandió su propio ducado con partes del ducado de Cracovia alrededor de  Bytom y Oświęcim, que le fue entregado por Casimiro II el Justo en 1178, y Opole, que recibió después de la muerte de Boleslao. En 1202, el hijo de Boleslao, Enrique I, y Miecislao, además, especificaron descartar el derecho de sucesión entre sus ramas, un arreglo que fue en gran parte responsable de la posición especial de lo que se convertiría en la Alta Silesia. En el mismo año Polonia abolió el señorío y los ducados de Silesia se independizaron bajo la ley constitucional.

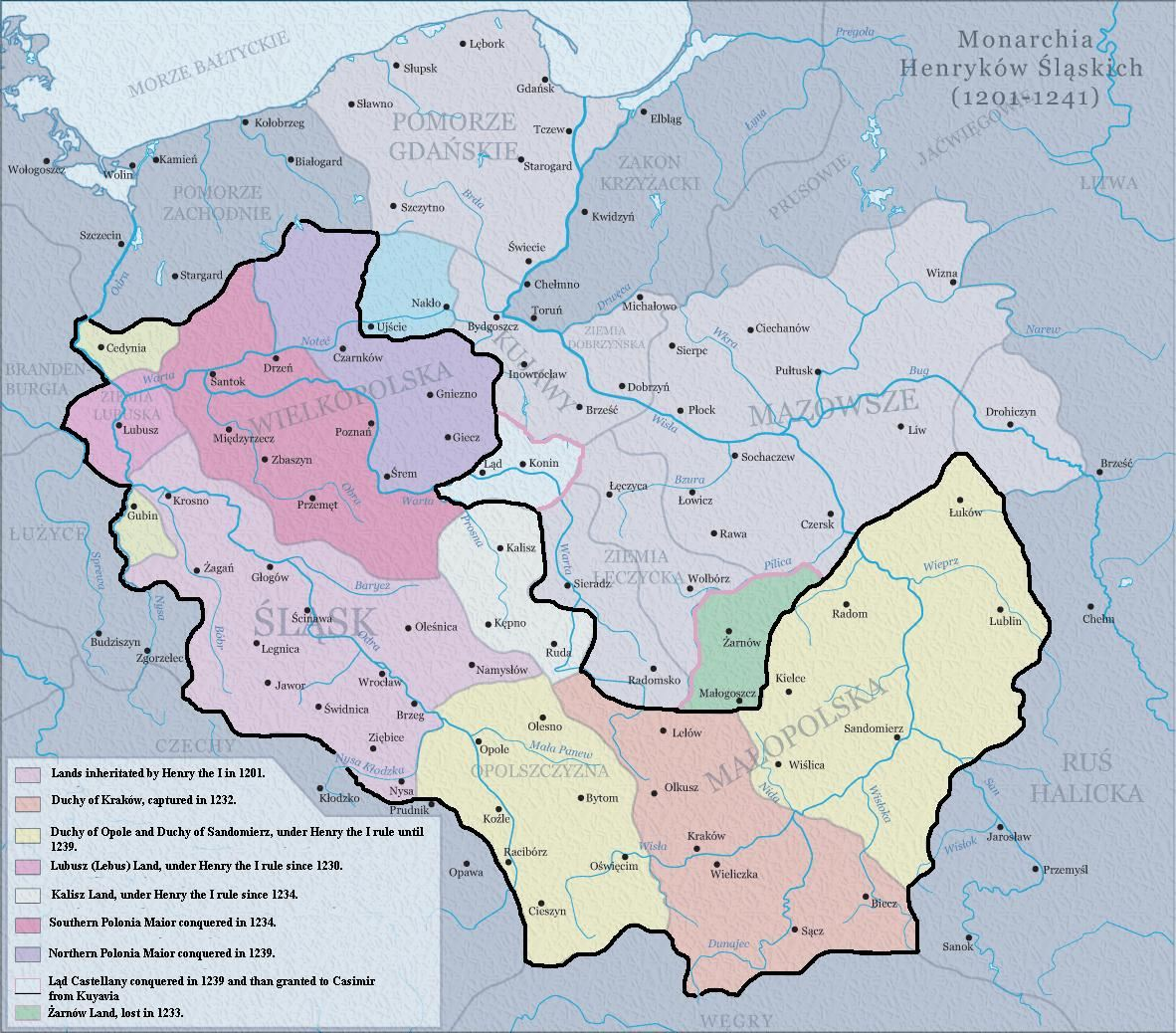
Monarquía de los Enriques de Silesia.

En la primera mitad del siglo XIII, el duque de Silesia Enrique I el Barbudo ) reunió gran parte del dividido Reino de Polonia (Regnum Poloniae) (r. 1232-1238). Sus expediciones lo llevaron tan al norte como al Ducado de Pomerania, donde durante un corto tiempo ocupó algunas de sus áreas meridionales. Se convirtió en duque de Cracovia (Polonia Minor) en 1232, lo que le otorgó el título de duque mayor de Polonia (ver Testamento de Bolesław III Krzywousty), y tomó posesión de la mayor parte de la Gran Polonia en 1234. Enrique falló en su intento de lograr la corona polaca. Su actividad en este campo fue continuada por su hijo y sucesor Enrique II el Piadoso (r. 1238-1241), hasta su repentina muerte en 1241 (batalla de Legnica). Sus sucesores no pudieron mantener sus posesiones fuera de Silesia, que se perdieron ante otros duques piastas. Los historiadores polacos se refieren a los territorios adquiridos por los duques de Silesia en este período como Monarchia Henryków śląskich ("La monarquía de los Enriques de Silesia"). En aquellos días, Breslavia era el centro político del dividido Reino de Polonia.

### Invasión mongola
En 1241, después de asaltar la Pequeña Polonia, los mongoles  invadieron Silesia y provocaron un pánico generalizado y una huida masiva. Saquearon gran parte de la región, pero abandonaron el sitio del castillo de Breslavia, supuestamente después de haber sido rechazados por la «bola de fuego milagrosa» del beato Czeslaw. Luego derrotaron a las fuerzas combinadas polacas y alemanas bajo el mando de Enrique II en la batalla de Legnica, que tuvo lugar en Legnickie Pole cerca de Legnica. Tras la muerte de Ogodei Kan, los mongoles optaron por no avanzar más hacia Europa y regresaron al este para participar en la elección del nuevo Gran Kan.

### Asentamientos germanos

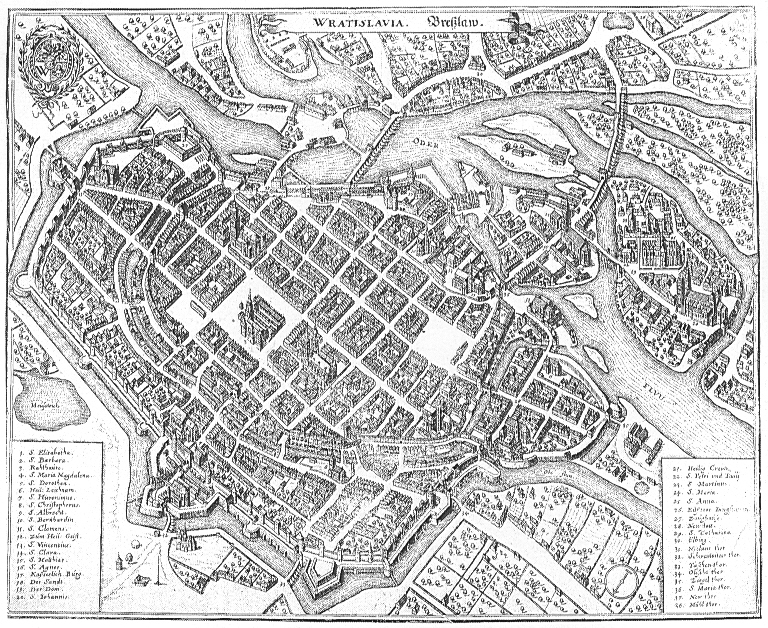
Mapa de Wrocław/Breslau

Fueron valones los primeros embajadores de la cultura occidental en Silesia, trabajando en varios campos y lugares a mediados y finales del siglo XII. Destacan los tejedores de Wrocław y Oława, los campesinos de cerca de Wrocław, Oława y Namysłów y los monjes agustinos de Arrouaisse en Sobótka. La Ostsiedlung germana fue iniciada al mismo tiempo por los gobernantes piastas para desarrollar sus reinos y aumentar su poder. Silesia estaba entonces escasamente poblada, con aproximadamente 150 000 personas.[¿cuándo?] Los asentamientos consistían en pequeñas aldeas, cada una de las cuales estaba habitada por unos pocos campesinos. Las castellanías con pequeñas suburbios a su alrededor eran centros de administración, comercio y artesanía. En 1155 probablemente existían 20 castellanías en Silesia. Algunos mercados existían sin un castillo que los acompañara, como Środa Śląska o Sobótka. Estos asentamientos ya eran ciudades notables en un sentido económico, mientras que la mayoría de las más grandes eran la residencia de un gobernante. Las fuentes contemporáneas registran 8 mercados en Silesia, pero el número real probablemente fuera mucho mayor.  Las castellanías con sus iglesias fortificadas eran el centro de la organización de la iglesia, mientras que la red de iglesias estaba muy mal entrelazada y varios pueblos pertenecían a parroquias únicas. Los dominios estaban protegidos por el llamado Preseka (en alemán: Hag, en latín: indago), una amplia franja de bosque fortificada que tenían que ser mantenidas por los campesinos polacos.

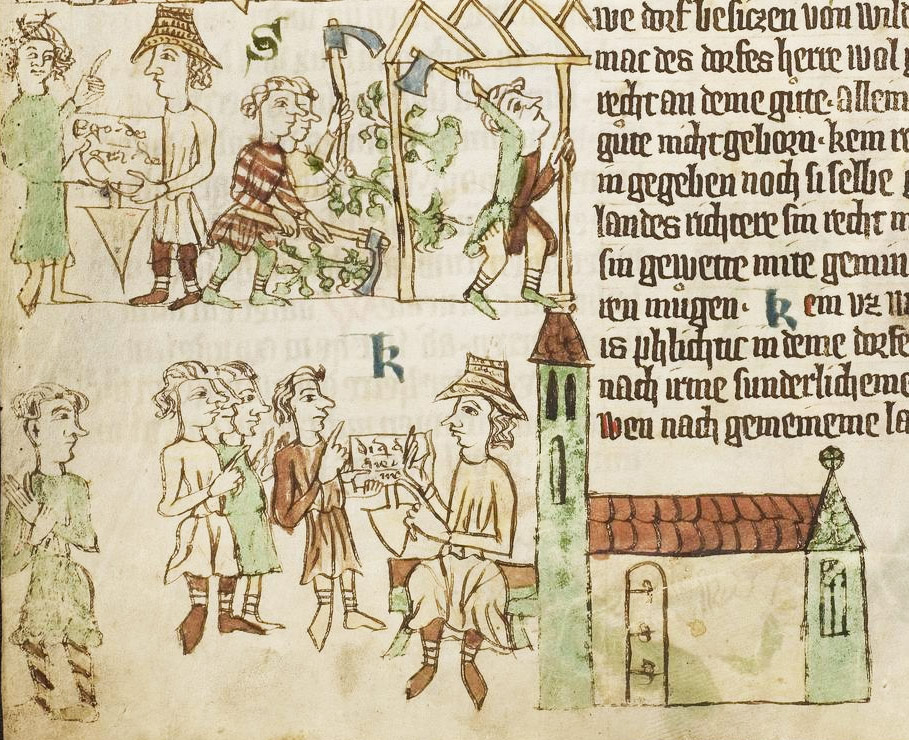
Sachsenspiegel que representa el Ostsiedlung: el localizador (con su sombrero especial) recibe la carta de fundación del propietario. Los colonos limpian el bosque y construyen casas. El localizador actúa como juez en el pueblo.

El Ostsiedlung probablemente comenzó con la llegada de monjes alemanes al séquito de Boleslao I, quien pasó parte de su vida en Turingia, cuando regresó del exilio en el Sacro Imperio Romano Germánico. Esos monjes cistercienses de la abadía sajona de Pforta fueron invitados al país por el duque para establecer la abadía de Lubiąż. Los monjes recibieron permiso para asentar a los alemanes en sus posesiones, que a su vez fueron excluidas de la ley polaca «para siempre» y, en cambio, se les animó a usar su propia ley germana. Este enfoque se convirtió en ejemplar para los asentamientos germanos posteriores, pero la ley germana también reemplazó a las leyes eslavas y polacas más antiguas en los asentamientos existentes. Las ciudades fueron fletadas con el código ley municipal germana, la mayoría de las veces la ley de Magdeburgo o variantes locales de Silesia como la ley Środa Śląska/Neumarkt (en latín: ius Theutonicum Srodense, ius Theutonicum Noviforense), que era una variante de la ley de Halle. Las ciudades existentes recibieron la ley municipal germana a menudo antes de la invasión mongola en 1241. Son ejemplo Wrocław, Oława, Sobótka y Środa Śląska.

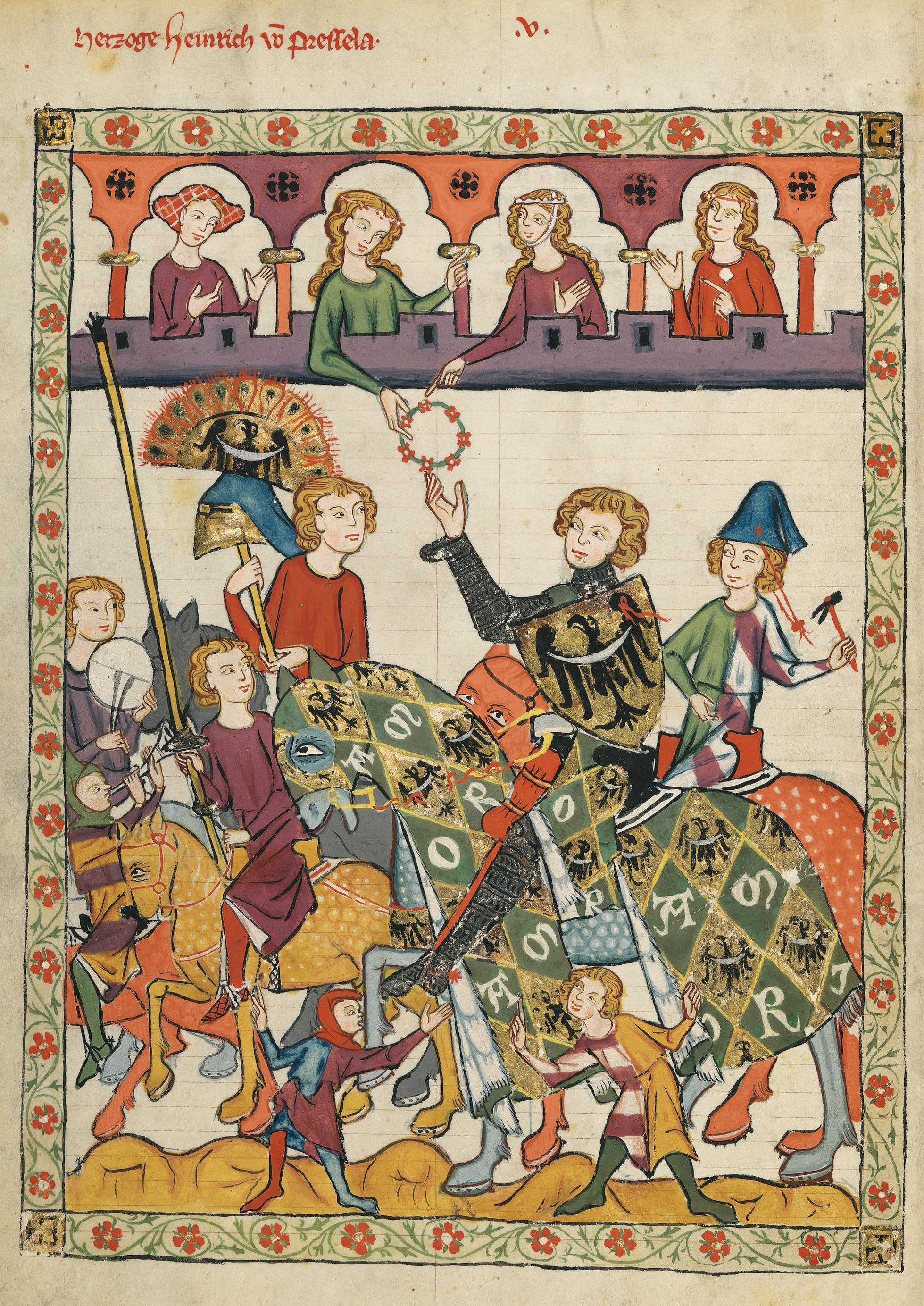
Una representación del más probable Henryk IV Probus.

Después de lentos comienzos a finales del siglo XII, la Ostsiedlung germana comenzó por completo a principios del siglo XIII, iniciada y apoyada por el duque Enrique I, el primer gobernante eslavo fuera del Sacro Imperio Romano Germánico para invitar a los colonos germanos en una base más amplia. En ese momento, la frontera oriental del área de asentamiento alemán estaba todavía a unos 130 kilómetros de Silesia. La seguridad fronteriza era el objetivo principal de Enrique I, lo que lo llevó a ubicar los primeros asentamientos germanos en el área de Preseka, construidos por colonos de Germania Central. Más tarde se trasladaron a los bosques fronterizos a las afueras de Preseka. La colonización afectó primero a la región en la frontera occidental junto con la subsecuente área suroeste a lo largo de los montes Sudetes. Pronto también aparecieron pueblos germanos en islas forestales dentro de las áreas de asentamiento eslavas, por ejemplo, en un triángulo entre Wrocław, Legnica y Ząbkowice Śląskie. Un segundo objetivo del duque fue una mejor explotación de los recursos con la ayuda de tecnologías más avanzadas de los mineros germanos, lo que llevó a la fundación de las ciudades mineras de Goldberg presente en polaco: Złotoryja) en 1211 y Löwenberg (en polaco: Lwówek Śląski) en 1217, algunas de las primeras ciudades germanas en Silesia. Estas ciudades tenían una arquitectura típica centrada en torno a una plaza central, el Ring  [Anillo], que se conoció en polaco como Rynek.
Mientras que los asentamientos germanos en la Baja y Media Silesia progresaban constantemente, avanzó mucho más lentamente en la Alta Silesia. Antes de 1241, los asentamientos surgieron debido a la presión externa de Moravia, que invitó a los colonos germanos después de 1220.
La invasión de los mongoles de 1241 causó bajas en Silesia, limitadas a una estrecha franja desde Opole a Wrocław y Legnica. El tiempo después de 1241 estuvo marcado por una fuerte expansión de las actividades de asentamientos germanos, en su mayoría llevadas a cabo por personas desde los lugares germanos más antiguos en Silesia. La colonización afectó a las montañas del sur de la Baja y Media Silesia, a las regiones de Baja y Media Silesia a la derecha del Oder y a la Alta Silesia. Durante ese tiempo, muchos lugares polacos recibieron la ley germana, a menudo con la ayuda de colonos germanos.

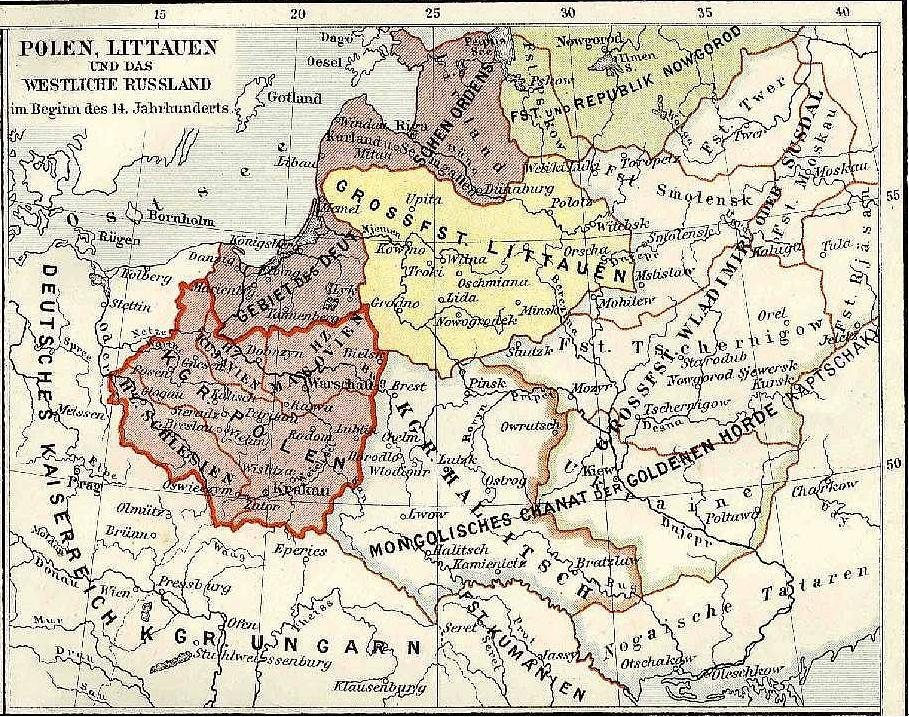
Silesia dentro de Polonia a principios del siglo XIV

A finales del siglo XIII, todas las regiones de Silesia, excepto algunas pequeñas zonas exteriores del este, se vieron afectadas por la colonización. Debido a la densidad de población migratoria de Silesia, las formas de asentamiento y la población cambiaron drásticamente. Las aldeas grandes y bien planificadas se convirtieron en la norma. Una red de casi 130 pueblos cubría el país casi de manera uniforme, con una distancia de pueblo a pueblo de aproximadamente 18 km. La constitución Weichbild reemplazó a la antigua constitución de la castellanía eslava. Cada pueblo construyó su propia iglesia (a finales del siglo XIII contaba con 1200), la red de parroquias también se hizo mucho más densa y la diócesis se dividió en los archidiaconatos de Breslau, Glogau, Opole y Liegnitz. Hay diferentes estimaciones de la población de Silesia en el siglo XIV. Varían desde aproximadamente 500 000 personas, a más de 1 000 000 en 1400 y 1 200 000 en 1500. Se estima que en el año 1400 unos 30 000 checos y 30,000 germanos habitaban la Alta Silesia junto con una población polaca de 240 000 (80%). En Baja Silesia, el número de polacos y germanos se ha estimado en alrededor de 375 000 por cada grupo lingüístico.  Después de la era de la colonización germana, el idioma polaco todavía predominaba en la Alta Silesia y partes de la Baja y Media Silesia al norte del río Oder. Aquí, los germanos que habían llegado durante la Edad Media habían sido en su mayoría polonizados; los germanos dominaban las grandes ciudades y los polacos vivían principalmente en las zonas rurales. Los territorios de habla polaca de la Silesia Baja y Media, comúnmente descritos hasta finales del siglo XIX como el «lado polaco», fueron en su mayoría germanizados en los siglos XVIII y XIX, excepto en algunas áreas a lo largo de la frontera noreste.

### Ducados de Silesia

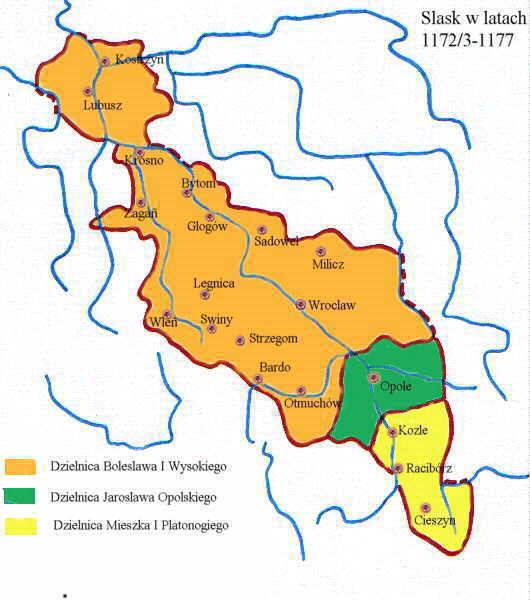
Ducados de Silesia: 1172-1177

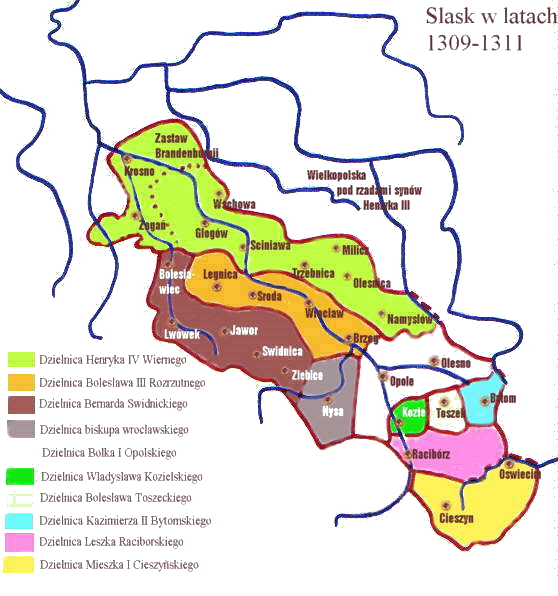
Ducados de Silesia: 1309-1311

Después de la muerte de Enrique II el Piadoso, su reino se dividió entre varios duques piastas. En la segunda mitad del siglo XIII, el nieto de Enrique II, Enrique IV Probo de Silesia, intentó conseguir la corona polaca, pero murió en 1290 antes de lograrlo. El duque Przemysł II de la Gran Polonia unió dos de las provincias originales y fue coronado en 1295, pero fue asesinado en 1296. Según su testamento, la Gran Polonia sería heredada por el duque Henryk III głogowski (un duque de Głogów silesio) que también aspiraba a unir Polonia e incluso reclamó el título de Duque de Polonia. Sin embargo, la mayora de los nobles apoyaron a otro candidato de la línea de Cuyavia de los piastas, el duque Władysław I el Codo-alto. Władysław finalmente ganó la lucha gracias a tener un apoyo más amplio. Mientras tanto, el rey Wenceslao II de Bohemia decidió extender su gobierno y fue coronado rey de Polonia en 1300. El siguiente medio siglo estuvo plagado de guerras entre Władysław (y más tarde su hijo Casimiro III el Grande) y una coalición de bohemios, brandeburgueses y Caballeros Teutónicos intentando dividir Polonia. Durante ese tiempo, todos los duques de Silesia aceptaron las reclamaciones de Władysław de soberanía sobre los otros piastas. Después de obtener el consentimiento papal para su coronación, los nueve duques de Silesia declararon dos veces (en 1319 antes y en 1320 después de la coronación) que sus reinos se encontraban dentro de las fronteras del reino de Polonia.  En 1337, el rey checo Juan de Bohemia vendió el área de Prudnik al duque Bolesław el Viejo, convirtiéndola en parte de Silesia.
El último piasta independiente de Silesia, Bolko II de Świdnica, murió en 1368. Su esposa Agnes gobernó el ducado de Świdnica hasta su muerte en 1392. A partir de entonces, todos los piastas de Silesia se convirtieron en vasallos de la Corona de Bohemia.
A pesar del cambio de la provincia de Silesia de Polonia a Bohemia y de los tratados mencionados anteriormente, los abogados medievales del reino de Polonia crearon una reivindicación específica para todas las provincias anteriormente polacas que no se reunieron con el resto del país en 1320. Emplearon para ello la teoría de la Corona Regni Poloniae  según la cual el estado (la Corona) y sus intereses ya no estaban estrictamente conectados con la persona del monarca. Por eso, ningún monarca podía renunciar efectivamente a sus pretensiones sobre ninguno de los territorios que fueron histórica o étnicamente polacos. Esas reclamaciones estaban reservadas para la Corona, que en teoría todavía cubría todos los territorios que formaban parte o dependían de la Corona polaca en 1138.
Durante los siglos siguientes, las líneas de los duques piastas de Silesia se extinguieron y fueron heredadas por la Corona de Bohemia:
- Opolska (de Opole) en 1314;
- Świdnicka (de Świdnica) en 1368;
- Oleśnicka (Oleśnica y Głogów) en 1476;
- Żagańska (de Żagań) en 1504;
- Woitowitz (de Woitowitz, Wrocław) en 1532 ;
- Cieszyńska (de Cieszyn) en 1625;
- y Brzesko-Legnicka (de Brzeg y Legnica) en 1675.

Aunque Friedrich Wilhelm, el último duque silesio piasta masculino de Teschen (Cieszyn) murió en 1625, el gobierno del ducado pasó a su hermana Elisabeth Lucretia, esposa del duque de Liechtenstein, hasta su muerte en 1653, después de lo cual volvió a la corona de Bohemia. bajo los gobernantes de los Habsburgo.
A finales del siglo XIV, el país se había dividido en 17 principados: Breslavia, Brzeg, Głogów, Jawor, Legnica, Ziębice, Oleśnica, Świdnica y Ścinawa, en la Baja Silesia; Bytom, Niemodlin, Koźle, Nysa, Opole, Racibórz, Strzelce Opolskie y Cieszyn, en la Alta Silesia. Los mezquinos gobernantes de estas secciones se centraron en sus disputas intestinas y demostraron ser bastante incompetentes para controlar la anarquía de sus vasallos. El país cayó en un estado de creciente anarquía. Las excepciones fueron algunos duques de Baja Silesia, como Enrique I y Bolko I, y los antes mencionados Enrique II y IV, que consiguieron reunir a la mayoría de los principados cercanos.

## Reino de Bohemia (1335-1526)

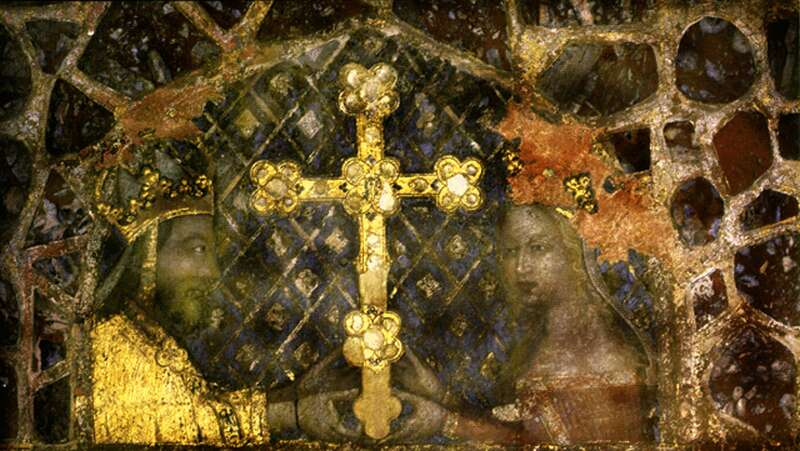
Carlos IV, rey de Bohemia, y su esposa Anna de Schweidnitz. Con este matrimonio, el último ducado independiente de Silesia pasó a Bohemia.

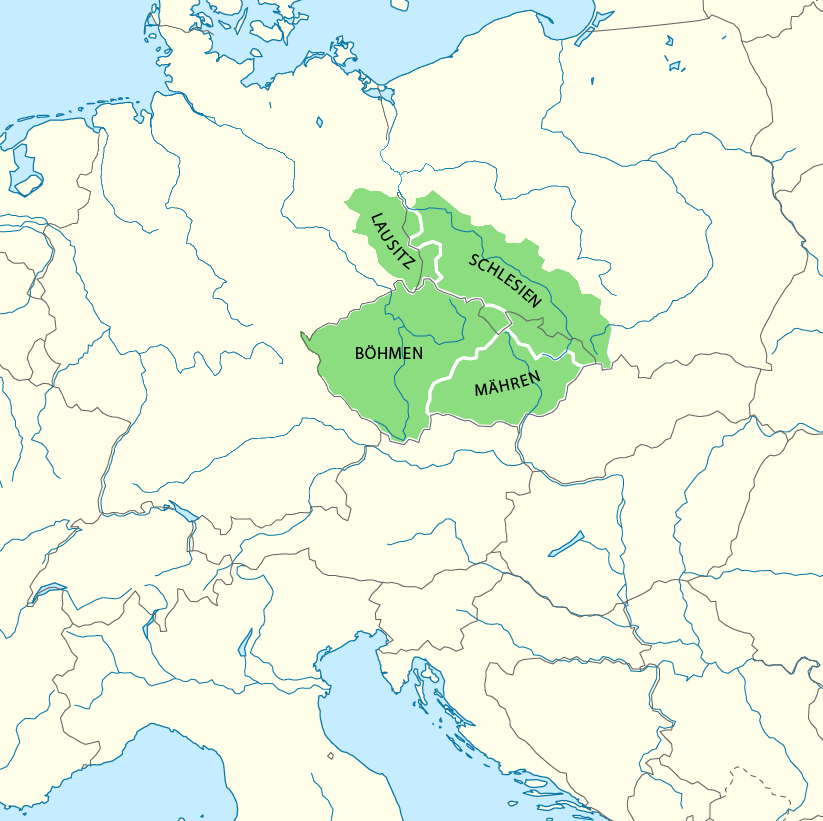
Toda Silesia fue una de las Tierras de la Corona de Bohemia hasta 1740.

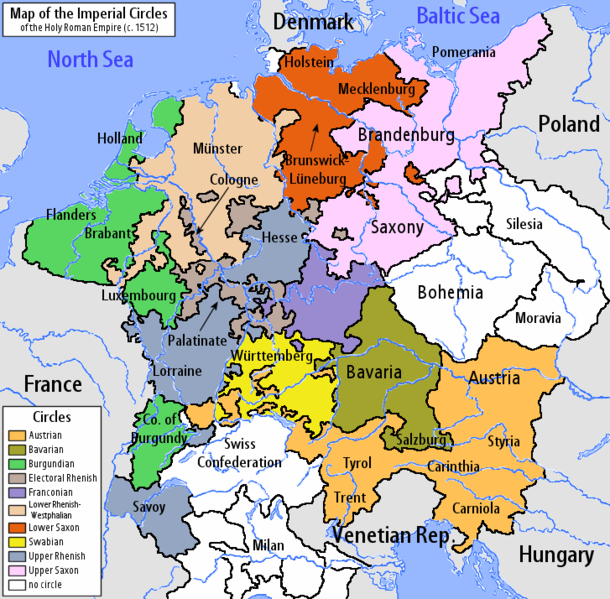
Silesia dentro del Sacro Imperio Romano Germánico de la nación Germana alrededor de 1512

A pesar del consentimiento papal formal para la coronación, el derecho de Wladyslaw a la corona fue disputado por los sucesores de Wenceslao III (rey tanto de Bohemia (1305-1306) como de Polonia) en el trono de Bohemia. En 1327 invadió Juan de Bohemia. Tras la intervención del rey Carlos I de Hungría abandonó Polonia Menor, pero a su regreso impuso su supremacía sobre los piastas de la Alta Silesia.
En 1329, Vladislao I el Breve (r. 1320-1333) luchó contra la Orden Teutónica. La Orden fue apoyada por Juan de Bohemia, quien dominó a los duques de Masovia y de Baja Silesia.
En 1335, Juan de Bohemia renunció a su reivindicación en favor de Casimiro el Grande, quien a cambio renunció a sus reclamaciones sobre Silesia. Esto se formalizó en el Tratado de Trentschin y en el Pacto de Visegrado (1335), ratificado en 1339 y más tarde después de la guerra polaco-checa confirmado en el Tratado de Namslau de 1348. Como resultado, el reino polaco renunció a cualquier reclamación sobre Silesia «para todos los tiempos futuros», haciendo de la frontera entre el Sacro Imperio Romano Germánico y, por lo tanto, la germanosfera en Silesia, una de las fronteras más duraderas de Europa.
Los lazos con Bohemia reactivaron la economía de Silesia, que hasta entonces se beneficiaba principalmente de la Carretera Alta, una importante ruta comercial transeuropea. De acuerdo con los deseos de la Casa de Luxemburgo, Breslau, el principal emporio de Silesia, estableció nuevos contactos con Budapest y Venecia al sur, y con Toruń y Gdańsk, al norte, y se convirtió en miembro de la Liga Hanseática. La prosperidad económica apoyó el desarrollo de una rica cultura municipal, que encontró su expresión en la construcción de importantes edificios religiosos y seculares, así como en la asistencia de muchos silesios a las universidades circundantes, la Universidad Jaguelónica en Cracovia, la Universidad de Leipzig y la Universidad Carolina en Praga (las más populares hasta el decreto de Kutná Hora de 1409).
Con la muerte de Carlos IV en 1378 y las siguientes disputas en la casa de Luxemburgo, terminó la protección de Silesia por parte de Bohemia; la lucha se extendió y los barones ladrones devastaron el país.  Las paces públicas regionales, declaradas por los príncipes locales de Silesia, no cambiaron la situación, que empeoró mucho en las siguientes guerras husitas.

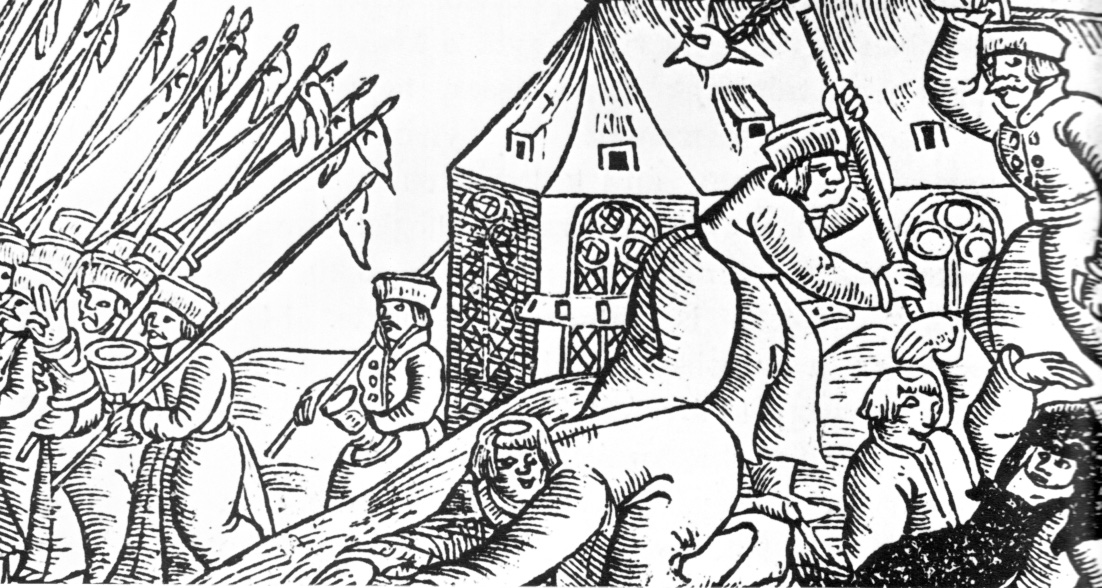
Masacre husita

La quema del  teólogo y filósofo checo Jan Hus en Konstanz aumentó la agitación religiosa y nacional en Bohemia, que fue tolerada por el rey Wenceslao. Después de su muerte en 1419, los checos se negaron a aceptar a Segismundo (r. 1419-1437, en Bohemia) como su nuevo rey, ya que lo responsabilizaban de la muerte de Hus. Segismundo, a cambio, convocó un Reichstag  en Wrocław, el primero al este del río Elba, para determinar las acciones contra los revoltosos checos. Dieciocho gobernantes de Silesia rindieron homenaje al rey y le prometieron ayuda. En 1421, un ejército de Silesia invadió repetidamente el noreste de Bohemia, pero fue derrotado por los husitas. Moravia se unió al movimiento husita, aislando a Silesia y Lusacia en las tierras de Bohemia y convirtiéndose en el principal objeto de odio de los taboritas radicales. En enero de 1425, los husitas establecieron una presión permanente sobre las tierras de Silesia, mediante incursiones etiquetadas como  "hermosas rides". Después de 1427 los husitas, apoyados por algunos señores polacos (Dobiesław Puchała, Sigismund Korybut)  y duques de Silesia (Bolko V el husita) —invadió Silesia muchas veces, destruyó más de 30 ciudades y devastó el país. Por otro lado, los ejércitos unidos de duques locales y ciudades ricas (Breslau, etc.) saquearon la zona fronteriza de Bohemia-Silesia y Bohemia oriental (área alrededor de  Náchod y Trutnov). Algunas ciudades de Silesia, como Gliwice, Kluczbork, Niemcza u Otmuchów, se convirtieron en bases husitas durante varios años y fueron una amenaza constante para las regiones cercanas. La amenaza husita duró hasta 1434, cuando fueron derrotados por los más moderados utraquistas en Lipany en Bohemia. Segismundo se convirtió en rey de Bohemia y unió Silesia (excepto las tierras de Bolko V) mediante una paz pública y el nombramiento del obispo Conrado, duque de Oels, como gobernador principal (en alemán: Oberlandeshauptmann).

### Reyes enfrentados
La muerte de Segismundo en 1437 fue seguida de desafíos. La corona de Bohemia fue disputada entre Alberto II de Habsburgo (r. 1437-1439) y Vladislao III de Polonia. Después de la temprana muerte de Alberto en 1439, su viuda Isabel renovó esas afirmaciones. Silesia, situada entre Polonia y Bohemia, volvió a convertirse en un campo de batalla. La mayoría de los príncipes de Silesia apoyaron a Isabel. Después de la muerte de Wladislaus en 1444, el regente interino de Bohemia, Jorge de Podiebrad, fue elegido rey en 1458 (r. 1458-1471) y enfeudó a sus dos hijos con los ducados silesios de Münsterberg (Ziębice) y Opava (Troppau), y el territorio de Kladsko (Glatz), que de ese modo se acercó más a Silesia. Nombró a sus pares checos como gobernadores de los principados hereditarios de Silesia y así convirtió al checo en el idioma oficial de gran parte de Silesia.

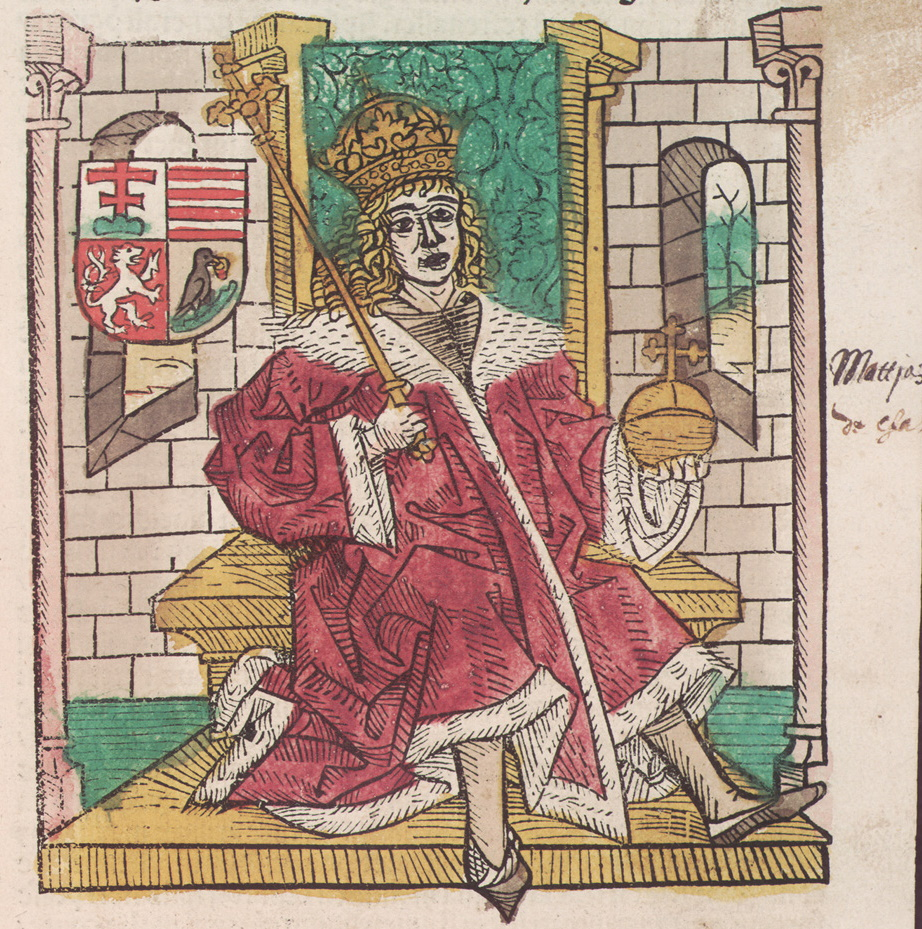
Matias Corvino, antirrey de Bohemia y señor de Silesia

Los enemigos de Jorge de Podiebrad  eligieron en 1469 a Matias Corvino, rey de Hungría y antiguo yerno de Jorge, como rey rival de Bohemia (r. 1469-1490). La lucha por el poder entre los dos se llevó a cabo principalmente en Silesia y en Moravia. La lucha continuó después de la muerte de Jorge en 1471 bajo su sucesor menor de edad Vladislao (r. 1471-1516). Después de largas batallas se llegó a un compromiso: ambos conservaron su título, mientras Vladislao recibía el núcleo de Bohemia y Matías tomaba Moravia, Lusacia y Silesia.

### División
El desarrollo interno de Silesia durante el siglo XV estuvo marcado por estas inseguridades externas. Se perdieron algunas regiones periféricas de Silesia. Siewierz  fue adquirido por el obispo de Cracovia en 1443 y formalmente incorporado a Polonia sólo en 1790. Los ducados de Oświęcim (en 1457) y Zator (en 1494) se vendieron a los reyes de Polonia y se incorporaron al Reino en 1564. Otras partes de Silesia fueron adquiridas por dinastías no silesias como los Wettins, que ganaron Sagan, o la Casa de Brandeburgo, que ganó el ducado de Krosno. En 1523, Jorge, margrave de Brandenburg-Ansbach compró el ducado de Karniów por 58 900 florines húngaros. Fue sucedido por su hijo y más tarde por dos margraves de Brandeburgo. Los Hohenzollerns finalmente fueron privados del ducado de Karniów en 1620, durante la guerra de los Treinta Años.
Después de la muerte del último duque piasta de Opole-Racibórz en 1532, su ducado fue empeñado al aargrave Jorge por 183 333 florines y permaneció en su poder hasta 1549. Entre 1645 y 1666 el ducado de Opole y Racibórz estuvo en posesión de los monarcas polacos de la Casa de Vasa. El ducado de Bytom fue adquirido por el margrave George en 1532 y fue perdido por los Hohenzollern en 1620, junto con el ducado de Karniów.   El  ducado de Głogów fue gobernado por los monarcas polacos: Juan I Alberto y Segismundo I el Viejo entre 1490 y 1508.

### Declive
La economía decayó, a causa de la destrucción de los husitas y porque el comercio evitaba tanto Bohemia como Silesia debido a la inseguridad generalizada. La nueva ruta comercial directa entre Leipzig y Poznań amenazaba los intereses de Silesia y fue motivo de guerras comerciales entre Silesia y Polonia. Breslau perdió su derecho básico en 1515, y el comercio en la Carretera Alta hacia el mar Negro perdió su importancia después de la ocupación turca de las colonias italianas del mar Negro. El comercio con el sudeste de Europa, especialmente con Hungría, aumentó después de que los reyes de Hungría se convirtieran en los señores supremos de Silesia, y las conexiones comerciales con las ciudades de la Alta Alemania también se fortalecieron.
La población se redujo después de finales del siglo XIV debido a una crisis agrícola, más tarde intensificada por las guerras husitas. Los asentamientos rurales fueron abandonados y las ciudades perdieron una parte de su población. Esto provocó una migración que llevó a la mezcla de germanos y eslavos. La minoría silesia pronto adoptó el idioma de la mayoría germana. La mayoría de los enclaves lingüísticos polacos en el sur de la Baja y Media Silesia desaparecieron; estas regiones se hicieron en gran parte germanas. En la parte occidental de Silesia, el idioma polaco sobrevivió solo en la región alrededor de Zielona Góra (Grünberg) y Otyń (Deutsch Wartenberg) y en la llanura agrícola a la izquierda del Oder, en un triángulo entre Breslavia (Breslau), Kąty Wrocławskie (Kanth), Strzelin (Strehlen) y Oława (Ohlau). Casi todos los enclaves lingüísticos germanos de la Alta Silesia habían desaparecido en el siglo XVI. Solo las ciudades de Opava (Troppau), Kietrz (Katscher) y Bielsko (Bielitz)  siguieron siendo en gran parte germanas. Además, este proceso fue alentado por el uso frecuente del checo como idioma oficial en la Alta SIlesia en ese momento, ya que ambos idiomas todavía estaban estrechamente relacionados.
Los esfuerzos para implementar una constitución para todas las propiedades de Silesia y así unir al país fragmentado fueron aspectos positivos del siglo XVI. Los intentos de Segismundo en el siglo XV solo tuvieron éxito temporalmente, mientras que las reformas de Matias Corvin lograron más.  El rey siempre tuvo representantes en Silesia, durante un corto tiempo llamados  Oberlandeshauptleute  (gobernadores superiores), también llamados abogados. A veces, esos defensores se dividieron entre la Alta y la Baja Silesia; esos términos aparecieron por primera vez en el siglo XV. La Fürstentage ("Dieta principesca"), inicialmente sólo reuniones irregulares, se convirtieron en eventos anuales, aunque a veces divididos entre la Alta y la Baja Silesia. Las dietas trataban cuestiones como la recaudación de impuestos (las exigencias fiscales del señor supremo eran una novedad), el despliegue de tropas o la acuñación. Una "corte principesca" suprema (checo: knížecí soud; alemán: Fürstenrecht) se estableció por primera vez en 1498 para resolver las disputas entre el rey (entonces Vladislaus II de Bohemia y Hungría), los príncipes y barones (señores libres) y los estados de tres ducados: Głogów (Glogau), Opole-Racibórz y Żagań (Sagan).

## Monarquía de los Habsburgo (1526-1742)

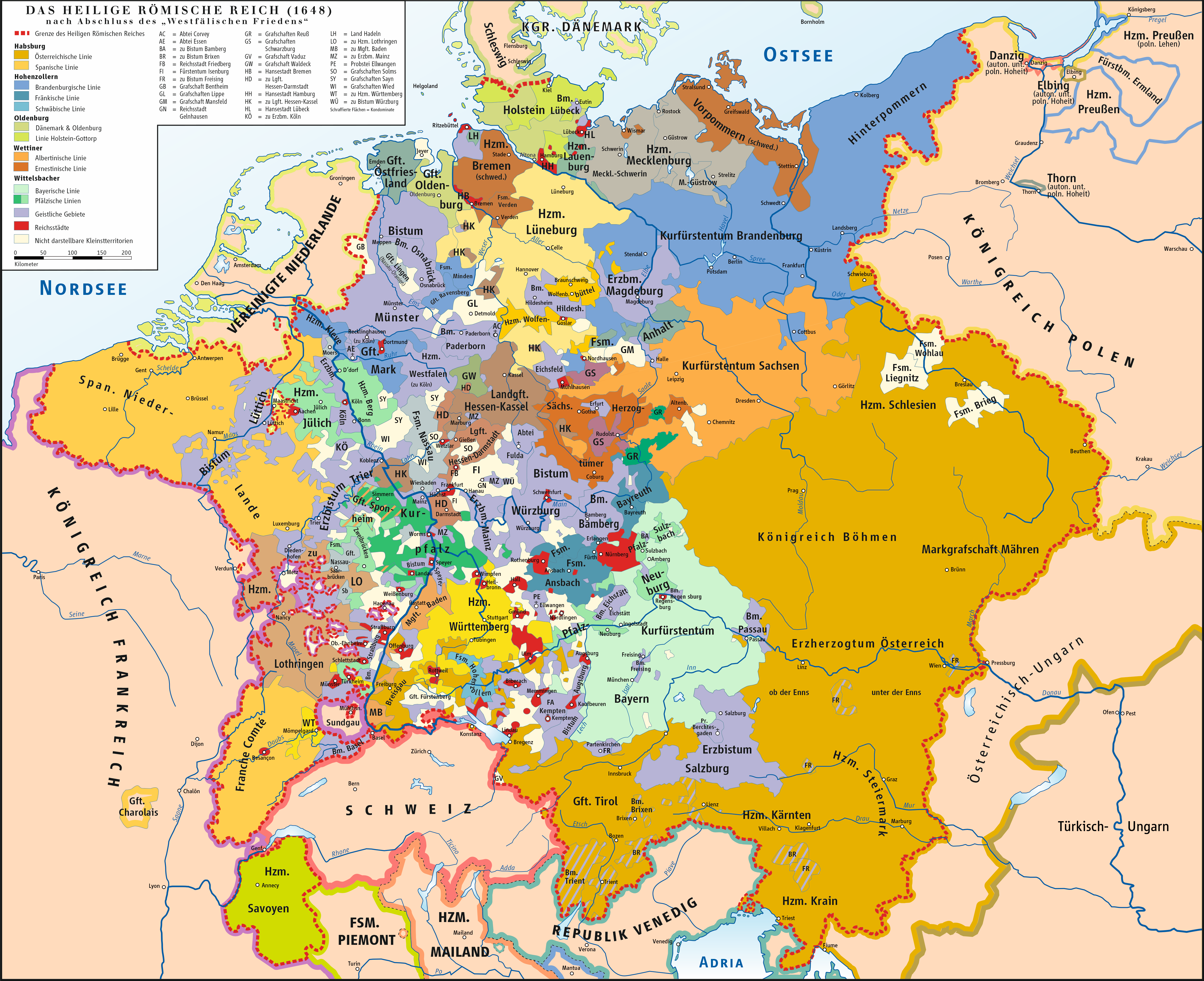
Silesia dentro del Sacro Imperio Romano Germánico bajo la Casa de Habsburgo

Después de la muerte en 1526 del rey Luis II de Hungría y Bohemia (r. 1509-1526, en Bohemia), Fernando I de Austria fue elegido rey de Bohemia (r. 1526-1564) y, por lo tanto, gobernante de la Corona de Bohemia (incluida Silesia). En 1537, el duque piasta Federico II de Brieg concluyó el Tratado de Brieg con el Elector Joaquín II de Brandeburgo, por el cual los Hohenzollerns de Brandeburgo heredarían el ducado de Brieg tras la extinción de los piastas, pero Fernando rechazó el tratado.

### La Reforma protestante
La Reforma protestante prendió pronto en Silesia. Sus principales defensores fueron Federico II de Liegnitz y George von Ansbach-Jägerndorf, quienes promovieron la adopción de la nueva fe en su propio ducado y en los ducados juramentados de Oppeln y Ratibor. Breslau no solo adoptó la fe sino que, como sede del gobernador provincial, también promovió el protestantismo en Breslau. Después de la muerte de Fernando I (r. 1526-1564, en Bohemia) en 1564, solo el obispo de Breslau, los gobernantes y señores de Loslau, Pleß y Trachtenberg y el 10% de la población permanecieron siendo católicos. Silesia se acercó al centro de la Reforma protestante, Brandeburgo y Sajonia, y el país dio varios intelectuales protestantes importantes. En 1526 Silesia recibió la primera universidad protestante de Europa cuando Federico II abrió una academia evangélica en Liegnitz. Esta escuela cerró tres años después debido a dificultades económicas y disputas teológicas entre luteranos y seguidores de Caspar Schwenckfeld, un sectario y confidente de Federico II cuyas ideas se hicieron populares.
La confesión protestante no fue perseguida por Fernando I y Maximiliano II (r. 1562-1576, en Bohemia), solo no fue aceptada por Schwenckfeld, los anabaptistas y algunos clérigos impíos . Esto cambió con la ascensión de Rodolfo II (r. 1575-1611,  en Bohemia) al trono y con la ayuda del archiduque Carl, obispo de Breslau.
Para poner fin a la opresión de su fe, los estados de Silesia se unieron a los estados protestantes de Bohemia y dejaron de pagar impuestos al emperador en 1609. Después de que los bohemios obligaron al emperador a emitir su Maiestas Rudolphina (Carta de Majestad), el emperador se vio obligado a publicar otra carta similar para Silesia conteniendo más derechos. Cuando Rudolf intentó retirarse de esos acuerdos en 1611, los estados de Bohemia y Silesia declararon su lealtad a Matías (r. 1611-1619,  en Bohemia), que ya era dueño del archiducado de Austria, el margraviato de Moravia y el reino de Hungría. Matías afirmó la Carta de Majestad y otorgó a los estados de Silesia una cancillería germana independiente en Praga (también responsable de ambas Lusacias). Los protestantes de Silesia se debilitaron cuando varios gobernantes de Silesia se convirtieron al calvinismo o volvieron al catolicismo.
Después de que Matías fuera elegido para el trono de Bohemia, Fernando II (r. 1617-1619 y 1620-1637), un católico acérrimo, comenzó a imponer la fe católica. Después de la segunda defenestración de Praga en 1618, los estados de Silesia siguieron la revuelta de Bohemia, eligieron a Federico V como su nuevo rey de Bohemia (r. 1619-1620) y rindieron homenaje en Breslau. La pérdida de la batalla de la Montaña Blanca obligó a Federico a huir a Breslau, donde no pudo reunir nuevas tropas y aconsejó a los silesios que se pusieran en contacto con Sajonia, que ocupaba Lusacia, y que como aliado imperial estaba autorizada a negociar. El posterior «acuerdo de Dresde» perdonó a Silesia durante los siguientes años y afirmó los privilegios anteriores, sin embargo, los estados de Silesia tuvieron que pagar 300 000 gulden y aceptar a Fernando II como su soberano. Poco después, el emperador (que se aseguró la corona de Bohemia electiva como posesión heredable de la dinastía de los Habsburgo) junto con el príncipe-obispo comenzaron la contrarreforma invitando a las órdenes católicas a Silesia y dando tierras a sus pares católicos.

### Guerra de los Treinta Años

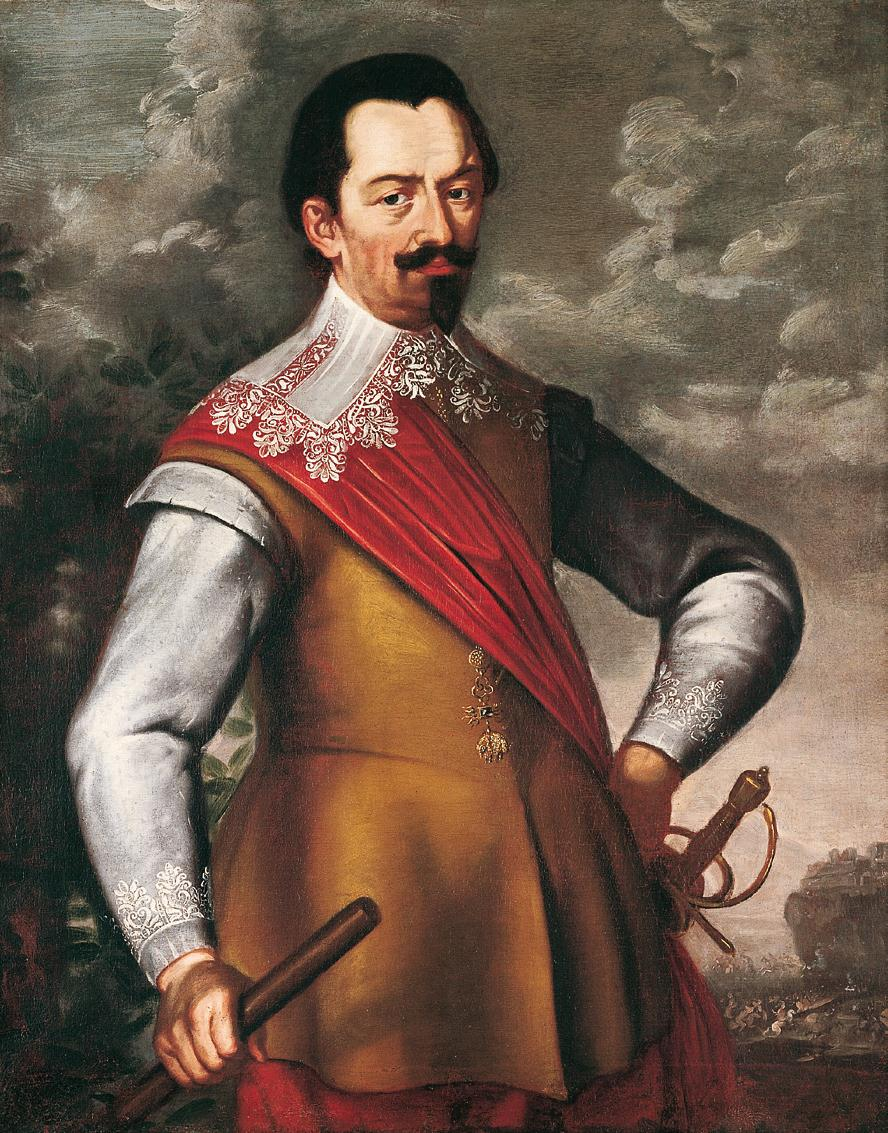
Albrecht von Wallenstein, propietario del ducado de Sagan.

La guerra de los Treinta Años llegó a Silesia cuando el protestante Ernst von Mansfeld inició una campaña militar contra Hungría y cruzó Silesia en 1629. Esto le dio al emperador la oportunidad de invadir el país. La autoridad del distrito de Silesia se convirtió en un cargo imperial. Albrecht von Wallenstein se convirtió en señor del ducado de Sagan y de Glogau. Los infames dragones de Liechtenstein presionaron a los ciudadanos de los principados para que regresaran a la Iglesia católica o los expulsaron. Los terratenientes protestantes perdieron sus posesiones y fueron reemplazados por familias católicas.
En 1632, los países protestantes de Sajonia, Brandeburgo y Suecia, que se unieron contra el emperador, invadieron Silesia. Los estados protestantes de Silesia se unieron a esos países. Sin embargo, cuando la vecina Sajonia buscó la paz en 1635, los silesios perdieron a ese importante aliado, lo que los obligó a someterse nuevamente al emperador. Esta vez solo los ducados de Liegnitz, Brieg, Wohlau, Oels y la ciudad de Breslau mantuvieron su libertad religiosa.
Los años tranquilos posteriores a 1635 fueron seguidos por nuevos conflictos militares entre 1639 y 1648. Las tropas suecas e imperiales devastaron el país, las ciudades fueron destruidas por incendios y plagas, muchas personas huyeron a los países vecinos de Brandeburgo, Sajonia o Polonia, donde podían expresar libremente su fe, o al campo para escapar de las condiciones adversas en las ciudades.

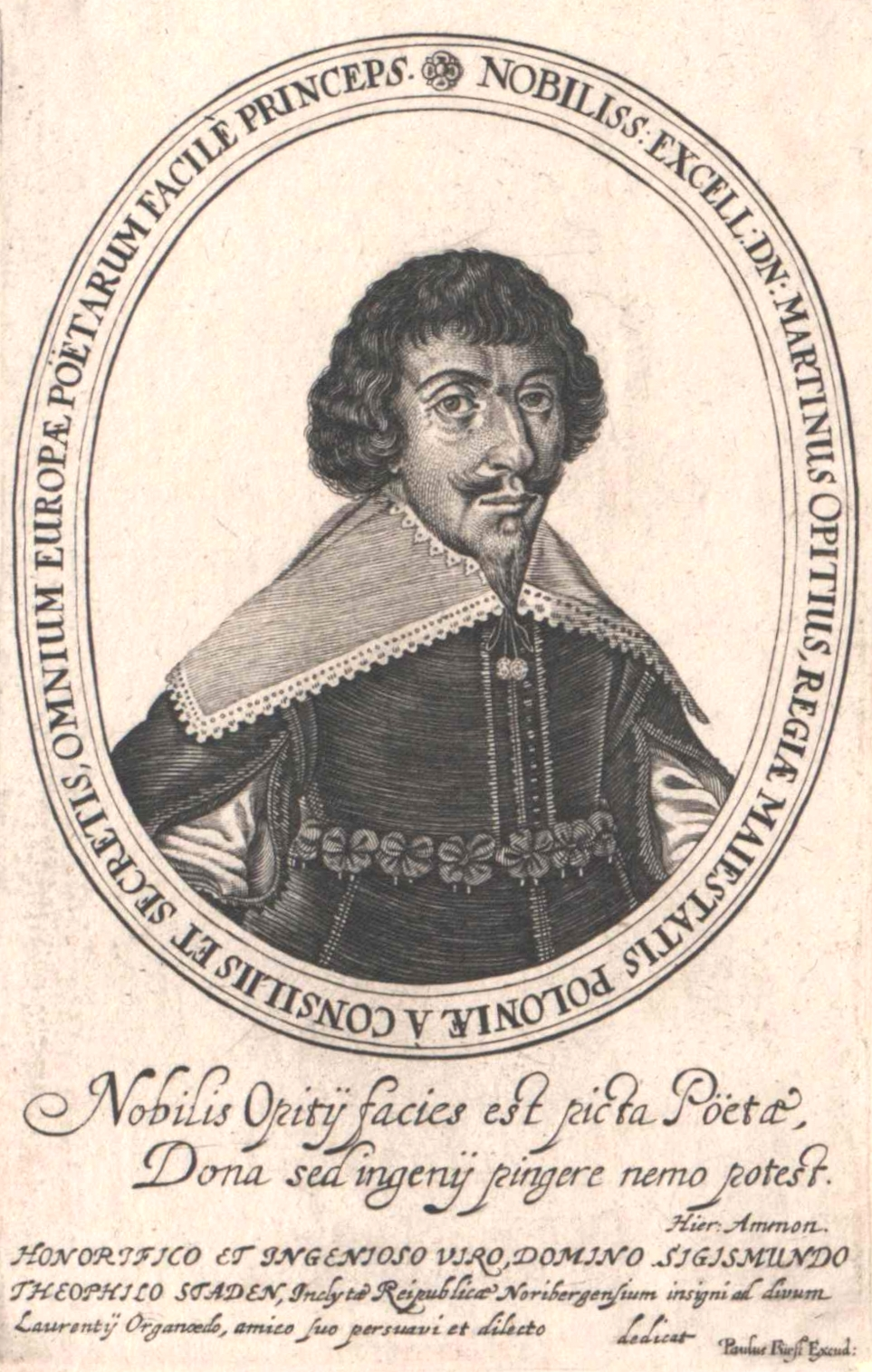
Martin Opitz, un destacado poeta alemán de su época.

La Paz de Westfalia puso fin a la guerra de los Treinta Años. Los ducados de Liegnitz, Brieg, Wohlau, Oels y la ciudad de Breslau conservaron la libertad religiosa y se permitió la construcción de tres iglesias protestantes, las Iglesias de la Paz. La opresión sistemática de la fe protestante se intensificó en el resto de Silesia ya que la mayoría de las iglesias fueron cerradas o entregadas a los pocos católicos restantes. Se inició un nuevo éxodo a los países vecinos, que llevó a la fundación de varias ciudades nuevas. Las iglesias protestantes cerca de la frontera con Silesia, las llamadas "iglesias fronterizas" (en alemán: Grenzkirchen), se construyeron para proporcionar un lugar donde los silesios pudieran practicar su religión.
En 1676, el ducado de Legnica y el ducado de Brzeg pasaron al gobierno directo de los Habsburgo después de la muerte del último duque piasta de Silesia, Georg Wilhelm (hijo del duque Christian de Brieg), a pesar del pacto de herencia anterior de Brandeburgo y de Silesia, por el cual iría para ir a Brandeburgo.
Estos ducados protestantes restantes fueron re-catolicizados, pero cuando el rey sueco Carlos XII presionó a José I de Habsburgo (r. 1705-1711, en Bohemia) para que aceptara el tratado de Altranstädt (1707), se restauró la libertad religiosa en esos ducados. Se permitió la construcción de seis iglesias más, las llamadas «iglesias de la misericordia» (en alemán: Gnadenkirchen ; en checo: milostivé kostely).
Debido a la guerra de los Treinta Años, a las enfermedades y a la emigración, Silesia perdió gran parte de su población. Algunas de sus ciudades solo se recuperaron en el siglo XIX. A pesar de las inciertas circunstancias políticas, económicas y religiosas, Silesia se convirtió en el centro de la poesía barroca germana en el siglo XVII. Sus representantes más importantes fueron Martin Opitz, Friedrich von Logau, Andreas Gryphius o Christian Hofmann von Hofmannswaldau,  junto con escritores y místicos como Angelus Silesius, Abraham von Franckenberg o Christian Knorr von Rosenroth.

### Dominio polaco sobre la Alta Silesia

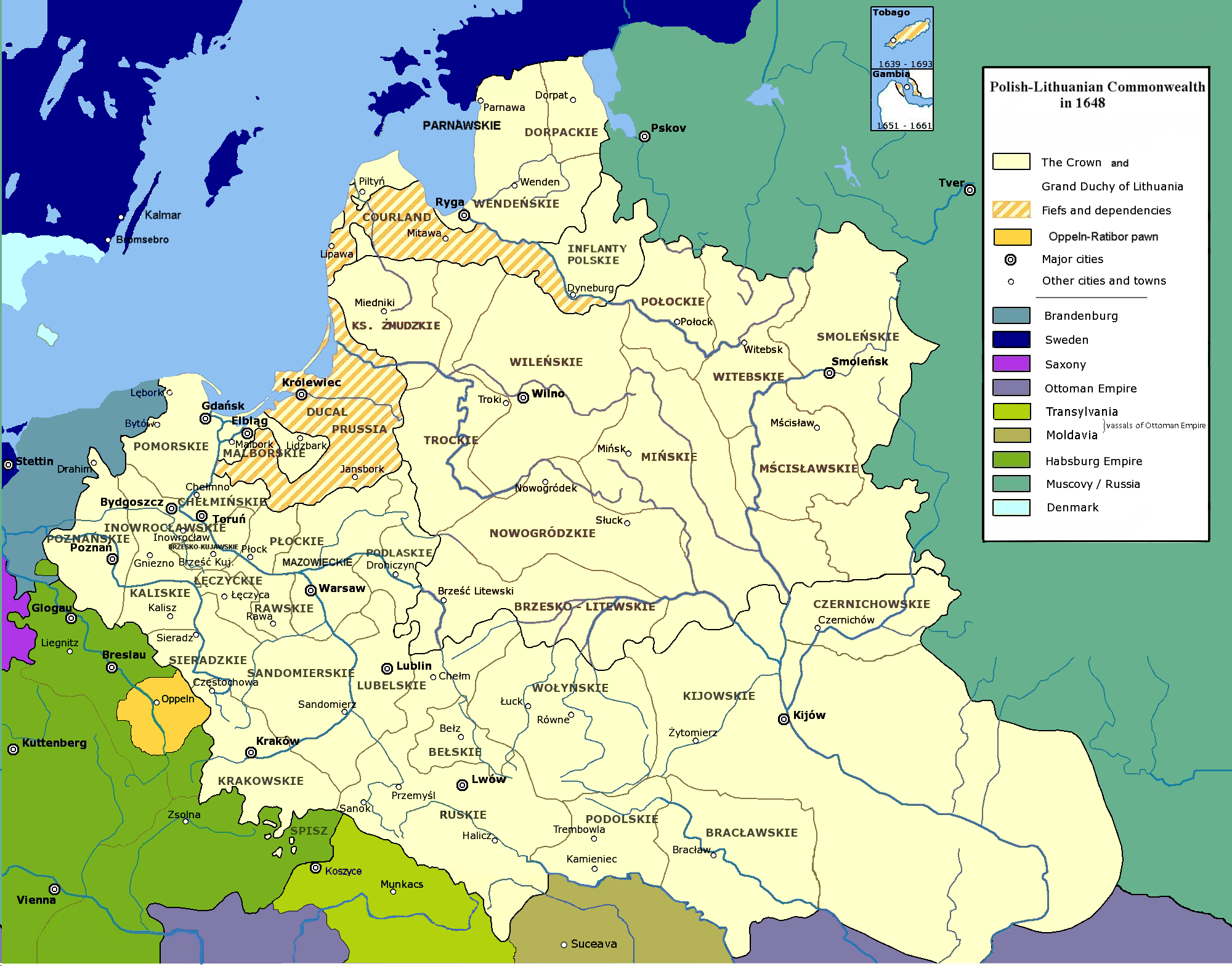
República de las Dos Naciones y Ducado de Opole y Racibórz en 1648

A partir del reinado de Segismundo III Vasa (r. 1587-1632), la Alta Silesia volvió a cautivar a los reyes polacos. Después de la pérdida del trono sueco, la rama polaca de la Casa Vasa necesitaba desesperadamente fortalecer su posición en Polonia, donde solo podían ser elegidos monarcas mientras que en Suecia habían sido gobernantes hereditarios. Esto condujo a negociaciones entre los emperadores polacos y los Habsburgo sobre la Alta Silesia. El principal intento de los diplomáticos polacos fue obtener el ducado de Opole-Racibórz como un equivalente a las dotes impagadas de Ana de Austria y Constanza de Austria, ambas esposas de Segismundo III. Inicialmente no estaba dispuesto a conceder ninguna compensación, pero en 1637 el emperador Fernando III (r. 1627-1657, en Bohemia) decidió reanudar las negociaciones después de que Francia ofreciera a Polonia toda la Alta Silesia si se unía a ella en la guerra. En ese punto, el rey Vladislao IV de Polonia (r. 1632-1648) solo había obtenido la posesión de varias propiedades diseminadas por Bohemia sin conexión terrestre con Polonia. La situación cambió de nuevo cuando el reino de Suecia se reincorporó a la coalición anti-Habsburgo e invadió Silesia. Las fuerzas suecas capturaron la mayoría de las ciudades importantes de la Baja Silesia.y marcharon hacia la Alta Silesia. En 1641, Vladislao IV comenzó a negociar con Dinamarca para convencer a ese país de unirse a los Habsburgo contra Suecia. Por su ayuda, exigió que sus propiedades en Bohemia se cambiaran por el ducado de Opole-Racibórz. Después de fuertes derrotas en la Alta Silesia (pérdidas de Opole, Koźle, Namysłów)), Fernando III finalmente aceptó las propuestas de Vladislao en 1644. El acuerdo firmado en 1645 otorgó a Vladislao y a otros sucesores de su padre —Segismundo III—, el título de duque de Opole-Racibórz. Los derechos de la Casa de Vasa iban a durar 50 años a menos que la línea de Segismundo se extinguiera o el ducado fuera recomprado por los Habsburgo. El reinado de los reyes y príncipes polacos resultó ser una paz duradera en la Alta Silesia, porque en ese punto los suecos no querían un conflicto abierto con Polonia. Esto también fortaleció los lazos económicos y culturales entre la Alta SIlesia y Polonia. La paz intensificó el comercio y, junto con la tolerancia hacia los protestantes locales, ganó la popularidad de los monarcas polacos en la Alta Silesia.
Durante el reinado de Juan II Casimiro, el rey, acompañado por su esposa María Luisa de Gonzaga y la corte real, residió en el Ducado, después de que Polonia fuera invadida por los suecos en 1655. Desde Opole y Głogówek estuvo al mando de las fuerzas polacas. En la iglesia franciscana de Opole emitió la «proclama de Opole» en la que instaba a todos los polacos al levantamiento contra los suecos.
La pareja real sin hijos tenía la intención de llevar a cabo la elección de un nuevo monarca mientras Juan aún estaba vivo (elección vivente rege). Su candidato era Henri Jules, príncipe de Condé. Para fortalecer su posición, el ducado de Opole-Racibórz le fue entregado como dote para su esposa, Ana Enriqueta del Palatinado, la sobrina de la reina. Esto fue impugnado por el emperador Leopoldo I (r. 1656 - 1705, en Baviera)quien recompró el ducado el 21 de mayo de 1666 por 120 000 florines. Después de que los Habsburgo recuperaran la Alta Silesia, la tolerancia para la población protestante terminó y se introdujo un programa de contrarreforma para las partes septentrionales del Ducado.

## Reino de Prusia (1742-1871)

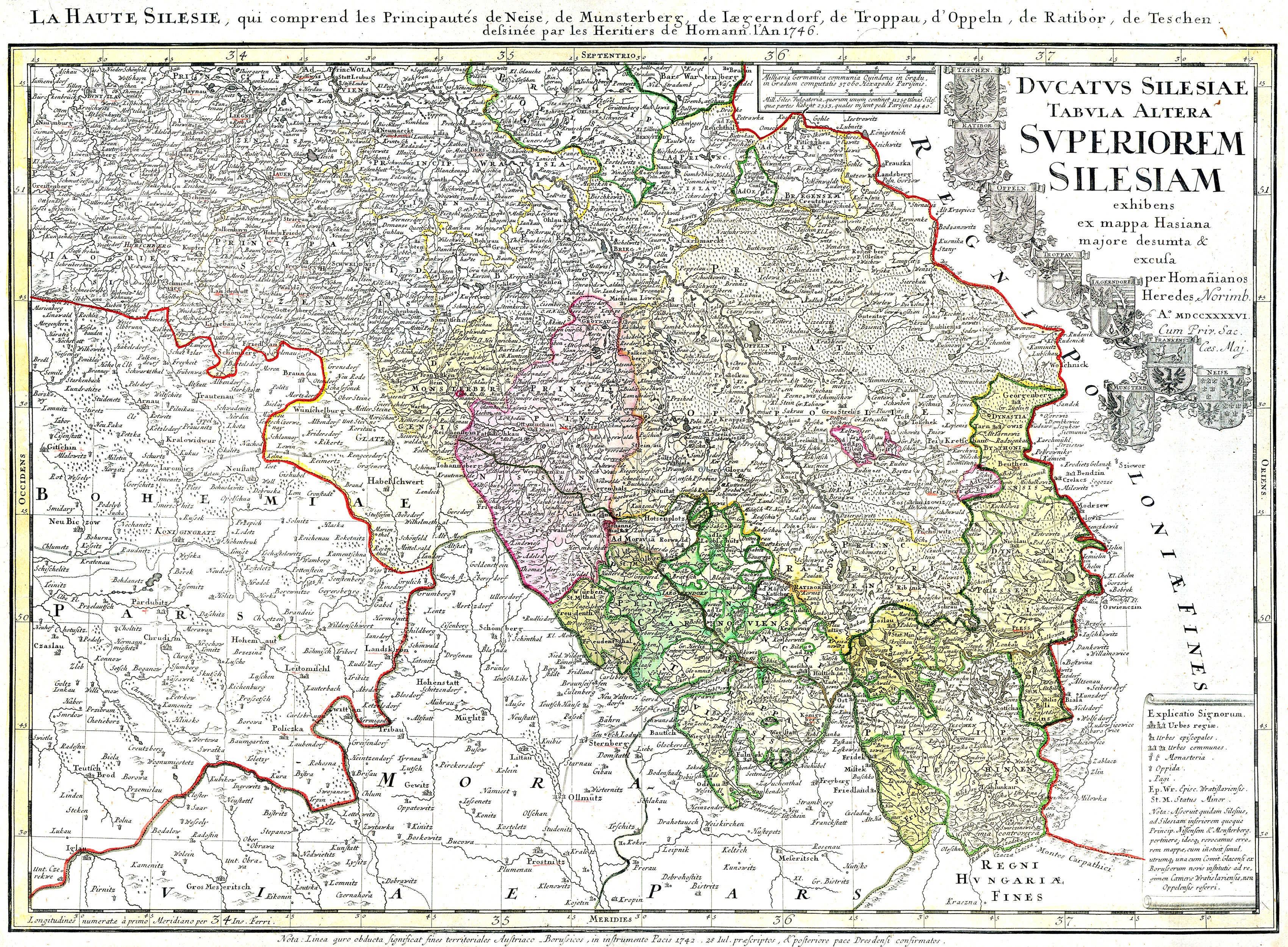
Mapa de la Alta Silesia y los ducados de Silesia,, 1746

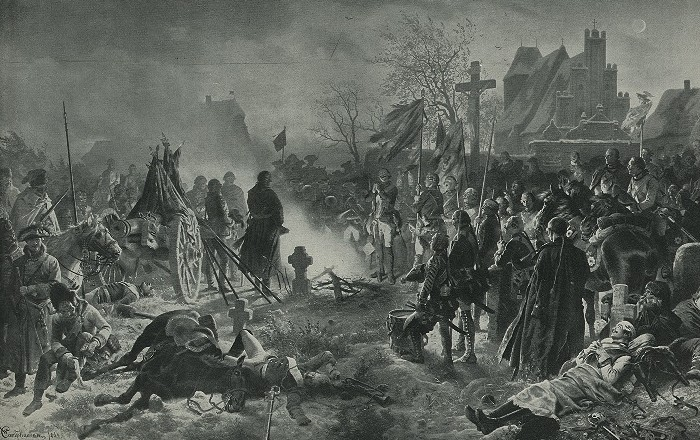
Federico II después de la batalla de Leuthen

En 1740, la anexión de Silesia por el rey Federico II el Grande de Prusia fue bien recibida por muchos silesios, no solo por protestantes o germanos. Frederick basó sus afirmaciones en el Tratado de Brieg, y su invasión de 1740 inició la primera guerra de Silesia (1740-1742, parte de la guerra de sucesión de Austria). Al final de la guerra, el reino de Prusia había conquistado casi toda Silesia, mientras que algunas partes de Silesia en el extremo sureste, como el ducado de Cieszyn y el ducado de Opava, seguían siendo posesiones de la Corona de Bohemia y la austríaca Monarquía de los Habsburgo. La segunda guerra de Silesia (1744-1745) y tercera guerra de Silesia (1756-1763, parte de la guerra de los Siete Años) confirmaron el control prusiano sobre la mayor parte de Silesia.
Durante la guerra de sucesión de Austria, Prusia instaló su propia administración que satisfizo las necesidades de un estado moderno. Dirigida por un ministro provincial (en alemán: Provinzialminister) que estaba directamente subordinado al rey, Silesia se dividió en dos cámaras de guerra y dominio en Breslau y Glogau, que administraban 48 distritos (en alemán: Kreise, singular Kreis). Silesia mantuvo así su posición excepcional dentro de Prusia. Sólo la judicatura estaba afiliada al jefe del respectivo departamento prusiano. Se reforzaron las fortificaciones y se multiplicó por diez el número de soldados.

### Industria y minería
La industria de Silesia sufrió mucho después de la guerra. Para estimular la economía, se invitó a los protestantes checos, germanos y polacos a establecerse en el país, particularmente en la Alta Silesia. La mayoría de los colonos procedían de países no prusianos, ya que Federico II también deseaba aumentar la población de Prusia. Los polacos, en su mayoría del área gobernada por Habsburgo alrededor de Teschen, se asentaron en toda la Alta Silesia, mientras que los checos se ubicaron principalmente en las áreas alrededor de Oppeln, Strehlen y Groß Wartenberg. Con el reclutamiento de alemanes de Alemania central y occidental se establecieron muchos asentamientos mineros y madereros. Los grandes propietarios pronto los siguieron y fundaron muchos asentamientos nuevos. Federico II apoyó la reconstrucción de las ciudades, a veces mediante donaciones de su patrimonio privado, pero más con medidas para estimular la economía.como la prohibición de las exportaciones de lana a Sajonia o a Austria y el aumento de los derechos de aduana.
La minería y la metalurgia cobraron especial importancia a mediados del siglo XVIII. En 1769, Silesia estableció una ley de minería estandarizada, la llamada «revidierte Bergordnung», que excusaba a los mineros de la subordinación al laird y los colocaba bajo el control de la autoridad minera superior  (en alemán: Oberbergamt) que primero se ubicó en Reichenstein y más tarde en Breslau. Al principio, el centro de la minería y también de la metalurgia estaba en Waldenburg y Neurode, en la Baja Silesia, pero luego se trasladó a la Alta Silesia.
Las restricciones confesionales ya se habían abolido durante la primera guerra de Silesia y, hasta 1752, se construyeron 164 iglesias provisionales, las llamadas 'Bethäuser o Bethauskirchen,  La Iglesia Morava, una denominación protestante, estableció varios asentamientos nuevos, entre ellos Gnadenfrei (en polaco: Pilawa Gorna), Gnadenberg (en polaco: Godnow) y Gnadenfeld (en polaco: Pawlowiczki). Aunque Frederick y el obispo de Breslau discutieron sobre la Iglesia católica, el rey apoyó el sistema escolar católico.

### Era napoleónica

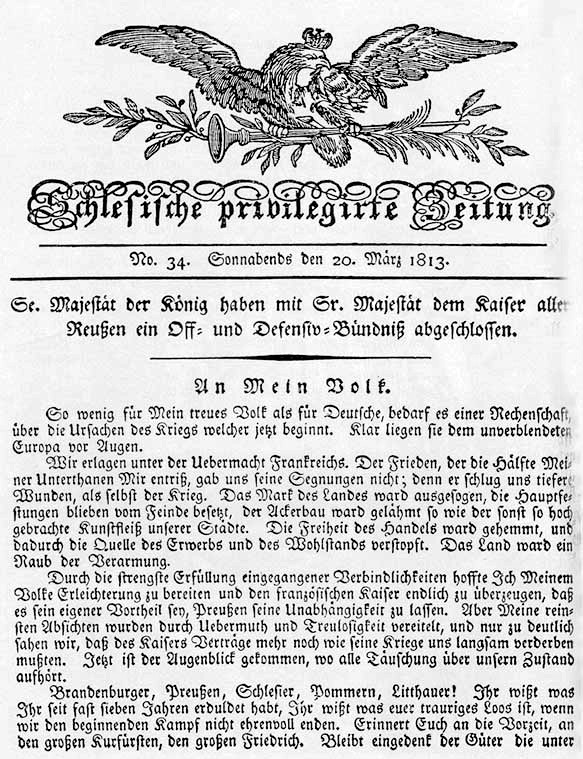
An mein Volk

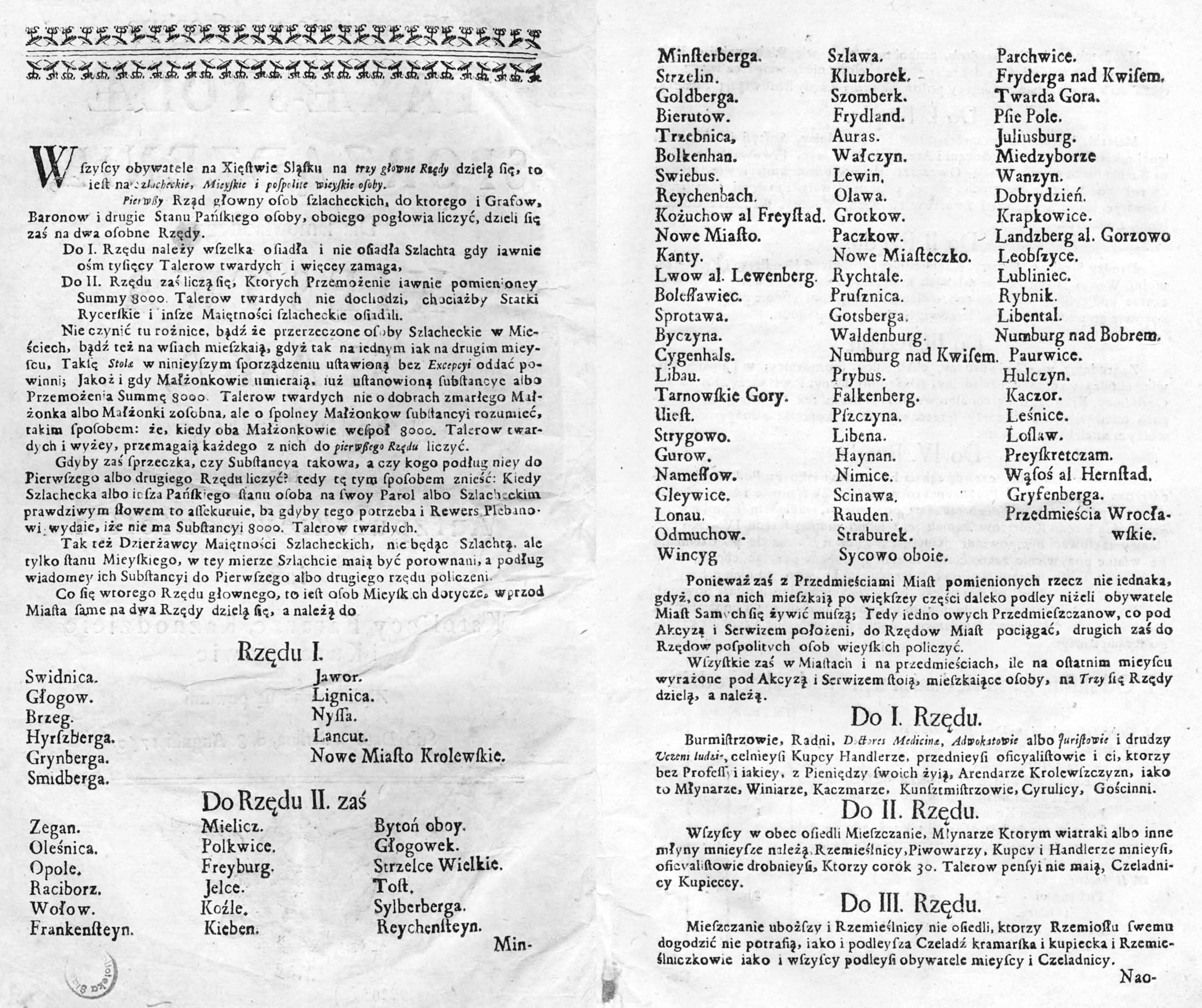
El uso popular de los topónimos polacos en Silesia en el siglo XVIII requería la emisión de documentos polacos. Éste, fechado en 1750, se publicó en Berlín durante las guerras de Silesia.

En 1806, los confederados de Napoleón invadieron Silesia. Solo los fuertes de Glatz,  Silberberg y Cosel resistieron hasta los Tratados de Tilsit. Después de la adopción de las reformas de Stein y Hardenberg entre 1807 y 1812, Silesia se incorporó por completo a Prusia, las propiedades de la Iglesia católica se secularizaron y las condiciones sociales y económicas mejoraron. Al mismo tiempo, se estableció en Breslau la primera universidad europea con profesores protestantes y católicos.
En 1813, Silesia se convirtió en el centro de la revuelta contra Napoleón. La familia real se trasladó a Breslau y Federico Guillermo III publicó la carta An mein Volk  (A mi pueblo) en la que llamaba a las armas al pueblo alemán. La experiencia de la guerra de liberación fortaleció el vínculo de los silesianos con Prusia y la provincia de Silesia se convirtió en una de las provincias más leales de Prusia. Varios líderes militares de mérito sobresaliente, incluidos Blücher o Yorck von Wartenburg, recibieron lujosas casas señoriales.
En 1815, la parte noreste de la Alta Lusacia, antes parte de Sajonia, fue incorporada a la provincia, que luego se dividió en tres regiones gubernamentales, Liegnitz, Breslau y Oppeln.
Ya desde la Edad Media, se habían estado utilizando ampliamente en la Baja Silesia y en algunas ciudades de la Alta Silesia varios dialectos germanos de los colonos recién llegados. Sin embargo, después de la era de la colonización germana, el idioma polaco todavía predominaba en la Alta Silesia y en partes de la Baja y Media Silesia al norte del río Oder. Los germanos generalmente dominaban en las grandes ciudades y los polacos vivían principalmente en las áreas rurales. Esto requirió que las autoridades prusianas emitieran algunos documentos oficiales en polaco, o tanto en alemán como en polaco. Los territorios de habla polaca de la Silesia Baja y Media, comúnmente descritos hasta finales del siglo XIX como el lado polaco, fueron en su mayoría germanizados en los siglos XVIII y XIX, excepto en algunas áreas a lo largo de la frontera noreste.

### Levantamiento de los tejedores de Silesia

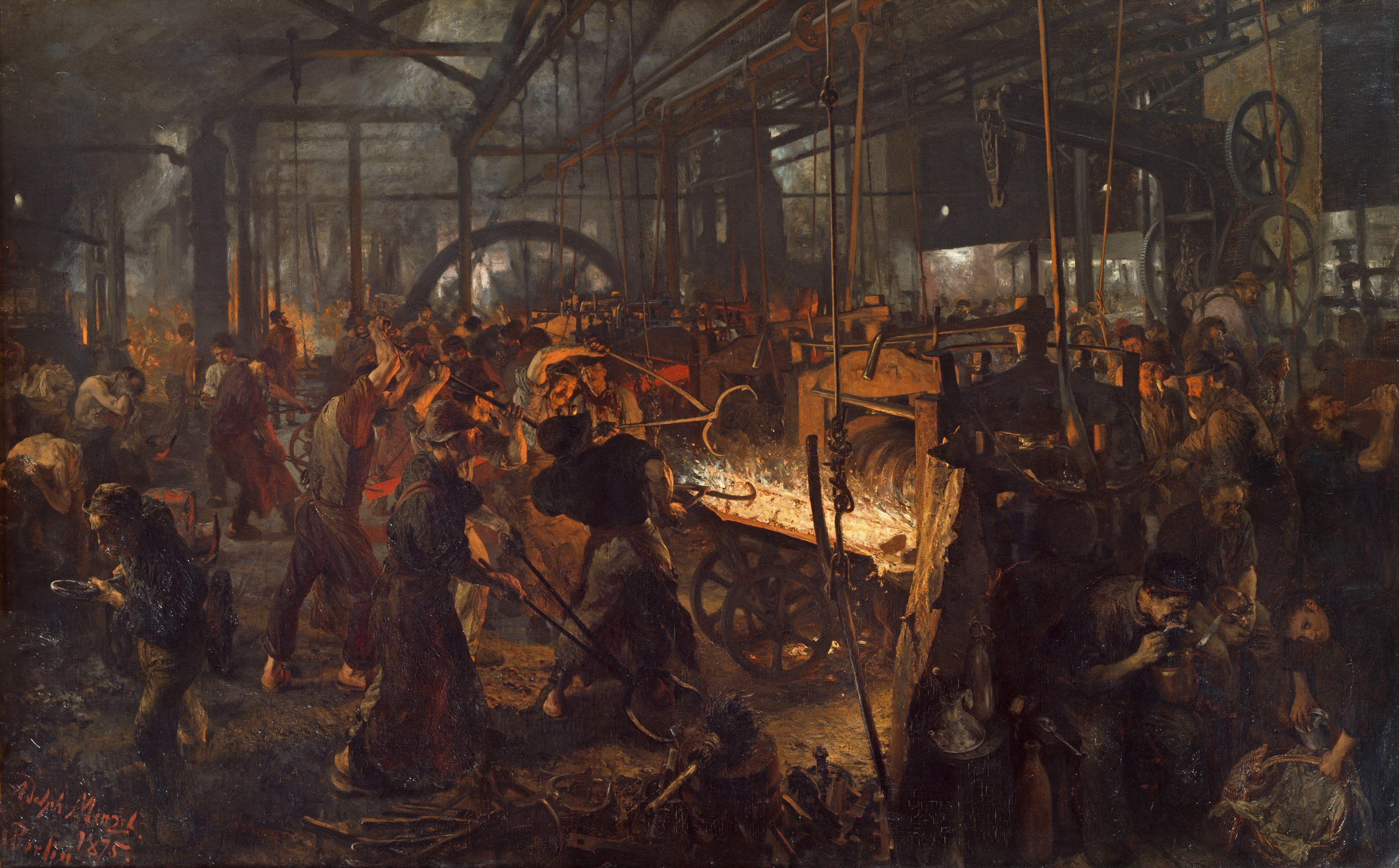
Metalurgia de acero en Königshütte, producción de vías férreas, pintura de Adolph Menzel.

La industria de Silesia estaba en malas condiciones en las décadas posteriores a 1815. Los tejedores de lino de Silesia sufrieron bajo la política de libre comercio de Prusia y de los competidores británicos, que ya utilizaban máquinas, que destruyeron la competitividad del lino de Silesia. La situación empeoró después de que Rusia impusiese un embargo de importación y eso conllevó que la industria del lino de Silesia comenzara a mecanizarse. En varios pueblos, esa artesanía tradicional se extinguió por completo, lo que costó a muchos tejedores de lino su profesión. A medida que empeoraban las condiciones sociales, el creciente malestar culminó en el levantamiento de los tejedores de algodón de Silesia (en alemán: Schlesischer Weberaufstand) de 1844. Ese levantamiento, en vísperas de la revolución de 1848, fue observado de cerca por la sociedad alemana y tratado por varios artistas, entre ellos Gerhart Hauptmann (con su obra de 1892 The Weavers) y Heinrich Heine (poema  Die schlesischen Weber).
La recuperación de la industria de Silesia estuvo estrechamente relacionada con la llegada del ferrocarril. La primera línea de ferrocarril se construyó entre Breslau y la región industrial de Alta Silesia (1842-1846), seguida de líneas a la región industrial de Baja Silesia alrededor de Waldenburg (en polaco: Wałbrzych) (1843-1853), a Berlín (1846), Leipzig. (1847) y Viena (1847/48). La red de líneas ferroviarias de rápido crecimiento dio apoyó a las nuevas empresas, lo que a su vez condujo al crecimiento de los centros industriales de Breslau, Waldenburg y en la Alta Silesia, la segunda zona industrial mayor de Alemania en ese momento. La concentración de la minería, la metalurgia y las fábricas en una pequeña región como la Alta Silesia resultó en un enorme crecimiento del área poblada, especialmente debido a las aldeas de trabajadores junto a las minas y a las siderurgias. Las ciudades más antiguas de la zona, Beuthen (en polaco: Bytom) y Gleiwitz (en polaco: Gliwice) ya no podían cumplir con los requisitos de los nuevos centros municipales emergentes como Kattowitz (en polaco: Katowice), Königshütte (en polaco: Królewska Huta) y Hindenburg (en polaco: Zabrze), todos garantizados durante ese tiempo.
El descontento de los silesianos con el absolutismo en Prusia encontró expresión en la revuelta democrática de 1848. La aprobación de la nueva constitución por la asamblea nacional de Frankfurt impuesta por el rey prusiano provocó levantamientos en Breslau (6 y 7 de mayo de 1849). Simultáneamente, se produjeron revueltas campesinas en todo el país. Estos esfuerzos democráticos fueron reprimidos por el estado prusiano.
Después de que la situación política se estabilizase en la década de 1860 y los partidos políticos evolucionaran, el estatus especial de Alta Silesia, impulsado por diferencias confesionales, lingüísticas y nacionales, comenzó a desarrollarse.

### Estructura etnolingüística de la Silesia prusiana
Las primeras cifras exactas del censo sobre la estructura etnolingüística o nacional (Nationalverschiedenheit)  de la parte gobernada por Prusia de la Alta Silesia proceden del año 1819. Las últimas cifras disponibles del censo general anteriores a la Primera Guerra Mundial son de 1910 (si no se incluye el censo escolar de 1911 niños —Sprachzählung unter den Schulkindern  — que reveló un porcentaje más alto de hablantes de polaco entre los escolares que el censo de 1910 entre la población en general). Las cifras (véase la tabla 1) muestran que se produjeron grandes cambios demográficos entre 1819 y 1910, cuadruplicándose la población total de la región, aumentando significativamente el porcentaje de hablantes de alemán y disminuyendo considerablemente el de hablantes de polaco. Además, la superficie total en la que se hablaba polaco, así como la superficie en la que la mayoría hablaba, disminuyó entre 1790 y 1890.. La Comisión de Inmigración de los Estados Unidos en 1911 clasificó a los silesianos de habla polaca como polacos étnicos.
| Tabla 1. Número de habitantes polacos, alemanes y otros (Regierungsbezirk Oppeln) | Tabla 1. Número de habitantes polacos, alemanes y otros (Regierungsbezirk Oppeln) | Tabla 1. Número de habitantes polacos, alemanes y otros (Regierungsbezirk Oppeln) | Tabla 1. Número de habitantes polacos, alemanes y otros (Regierungsbezirk Oppeln) | Tabla 1. Número de habitantes polacos, alemanes y otros (Regierungsbezirk Oppeln) | Tabla 1. Número de habitantes polacos, alemanes y otros (Regierungsbezirk Oppeln) | Tabla 1. Número de habitantes polacos, alemanes y otros (Regierungsbezirk Oppeln) | Tabla 1. Número de habitantes polacos, alemanes y otros (Regierungsbezirk Oppeln) | Tabla 1. Número de habitantes polacos, alemanes y otros (Regierungsbezirk Oppeln) | Tabla 1. Número de habitantes polacos, alemanes y otros (Regierungsbezirk Oppeln) | Tabla 1. Número de habitantes polacos, alemanes y otros (Regierungsbezirk Oppeln) | Tabla 1. Número de habitantes polacos, alemanes y otros (Regierungsbezirk Oppeln) | Tabla 1. Número de habitantes polacos, alemanes y otros (Regierungsbezirk Oppeln) | Tabla 1. Número de habitantes polacos, alemanes y otros (Regierungsbezirk Oppeln) | Tabla 1. Número de habitantes polacos, alemanes y otros (Regierungsbezirk Oppeln) | Tabla 1. Número de habitantes polacos, alemanes y otros (Regierungsbezirk Oppeln) | Tabla 1. Número de habitantes polacos, alemanes y otros (Regierungsbezirk Oppeln) | Tabla 1. Número de habitantes polacos, alemanes y otros (Regierungsbezirk Oppeln) |
| --------------------------------------------------------------------------------- | --------------------------------------------------------------------------------- | --------------------------------------------------------------------------------- | --------------------------------------------------------------------------------- | --------------------------------------------------------------------------------- | --------------------------------------------------------------------------------- | --------------------------------------------------------------------------------- | --------------------------------------------------------------------------------- | --------------------------------------------------------------------------------- | --------------------------------------------------------------------------------- | --------------------------------------------------------------------------------- | --------------------------------------------------------------------------------- | --------------------------------------------------------------------------------- | --------------------------------------------------------------------------------- | --------------------------------------------------------------------------------- | --------------------------------------------------------------------------------- | --------------------------------------------------------------------------------- | --------------------------------------------------------------------------------- |
| Año                                                                               | 1819                                                                              | 1828                                                                              | 1831                                                                              | 1834                                                                              | 1837                                                                              | 1840                                                                              | 1843                                                                              | 1846                                                                              | 1852                                                                              | 1855                                                                              | 1858                                                                              | 1861                                                                              | 1867                                                                              | 1890                                                                              | 1900                                                                              | 1905                                                                              | 1910                                                                              |
| Polacos                                                                           | 377 100 (67.2%)                                                                   | 418 837 (61.1%)                                                                   | 443 084 (62.0%)                                                                   | 468 691 (62.6%)                                                                   | 495 362 (62.1%)                                                                   | 525 395 (58.6%)                                                                   | 540 402 (58.1%)                                                                   | 568 582 (58.1%)                                                                   | 584 293 (58.6%)                                                                   | 590 248 (58.7%)                                                                   | 612 849 (57.3%)                                                                   | 665 865 (59.1%)                                                                   | 742 153 (59.8%)                                                                   | 918 728 (58.2%)                                                                   | 1 048 230 (56.1%)                                                                 | 1 158 805 (57.0%)                                                                 | 1 169 340 (monolingües) (53.0%) (1 560 000 (con bilingües)                        |
| Germanos                                                                          | 162 600 (29.0%)                                                                   | 255 483 (37.3%)                                                                   | 257 852 (36.1%)                                                                   | 266 399 (35.6%)                                                                   | 290 168 (36.3%)                                                                   | 330 099 (36.8%)                                                                   | 348 094 (37.4%)                                                                   | 364 175 (37.2%)                                                                   | 363 990 (36.5%)                                                                   | 366 562 (36.5%)                                                                   | 406 950 (38.1%)                                                                   | 409 218 (36.3%)                                                                   | 457 545 (36.8%)                                                                   | 566 523 (35.9%)                                                                   | 684 397 (36.6%)                                                                   | 757 200 (37.2%)                                                                   | 884 045 (40.0%)                                                                   |
| Otros                                                                             | 21 503 (3.8%)                                                                     | 10 904 (1.6%)                                                                     | 13 254 (1.9%)                                                                     | 13 120 (1.8%)                                                                     | 12 679 (1.6%)                                                                     | 41 570 (4.6%)                                                                     | 42 292 (4.5%)                                                                     | 45 736 (4.7%)                                                                     | 49 445 (4.9%)                                                                     | 48 270 (4.8%)                                                                     | 49,037 (4.6%)                                                                     | 51 187 (4.6%)                                                                     | 41 611 (3.4%)                                                                     | 92 480 (5.9%)                                                                     | 135 519 (7.3%)                                                                    | 117 651 (5.8%)                                                                    | 2 207 981 (pob. total)                                                            |

En el año 1819, la Silesia Media (partes orientales de la histórica Baja Silesia) tenía 833 253 habitantes, incluidos 755 553 alemanes (90%); 66 500 polacos (8%); 3900 checos  (1%) y 7300 judíos (1%).
Según Stanisław Plater, en 1824 toda la Silesia prusiana —Alta Silesia y Baja Silesia juntas— tenía 2,2 millones de habitantes, incluidos 1 550 000 alemanes; 600 000 polacos; 20 000 judíos.
| Grupo étnico | según G. Hassel (%)    | según S. Plater (%)    | según T. Ładogórski (%) |
| Germanos     | 1 561 570 (75.6)       | 1 550 000 (70.5)       | 1 303 300 (74.6)        |
| Polacos      | 444 000 (21.5)         | 600 000 (27.3)         | 401 900 (23.0)          |
| Serbios      | 24 500 (1.2)           | 30 000 (1.4)           | 900 (0.1)               |
| Checos       | 5,500 (0.3)            |                        | 32 600 (1.9)            |
| Moravos      | 12 000 (0.6)           |                        |                         |
| Judíos       | 16 916 (0.8)           | 20 000 (0.9)           | 8900 (0.5)              |
| Población    | ca. 2.1 millón (100.0) | ca. 2.2 millón (100.0) | ca. 1.8 millón (100.0)  |

## Imperio alemán e imperio austrohúngaro
Como provincia prusiana, Silesia pasó a formar parte del Imperio alemán durante la unificación de Alemania en 1871. Hubo una industrialización considerable en la Alta Silesia y muchas personas emigraron allí. La abrumadora mayoría de la población de la Baja Silesia era de habla alemana y la mayoría eran luteranos, incluida la capital de Breslau. Áreas como el  Distrito de Oppeln (entonces Regierungsbezirk Oppeln) y las zonas rurales de la Alta Silesia, presentaban una minoría más grande o incluso la mayoría eran polacos de habla eslava y católicos. En Silesia en su conjunto, los polacos étnicos comprendía aproximadamente el 23% de la población,  la mayoría de los cuales vivía alrededor de Kattowitz ( Katowice) en el sureste de la Alta Silesia. En el conjunto de la Alta Silesia, los polacos comprendían el 61,1% de la población en 1829, pero debido a la política estatal de germanización forzada, su número disminuyó al 58,6% de la población en 1849. La Kulturkampf puso a los católicos en oposición al gobierno y provocó un renacimiento polaco, en gran parte fomentado por polacos de fuera de Alemania, en las partes de la provincia de Alta Silesia. La primera conferencia de los grupos Hovevei Zion  tuvo lugar en Katowice en 1884, entonces en el Imperio alemán.

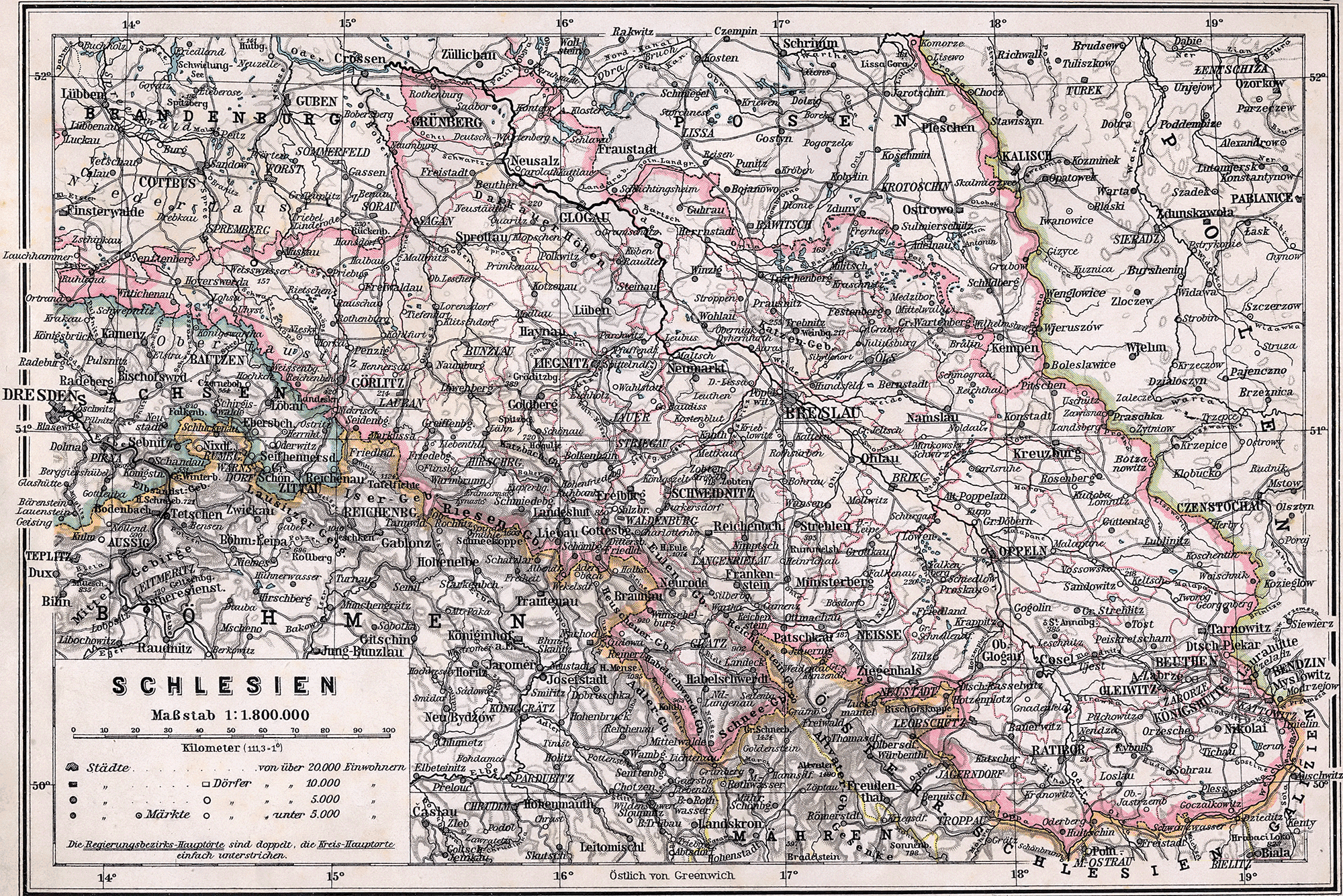
Silesia imperial alemana de 1905

La población se trasladó tanto a Silesia como a las provincias vecinas. Por ejemplo, un habitante "típico" de Berlín de 1938 sería proverbialmente un silesio. (Véase también Ostflucht.)
Al mismo tiempo, las áreas de Ostrava y Karviná, en la Silesia austríaca, se industrializaban cada vez más. Una parte significativa de la población de habla polaca eran luteranos, en contraste con la dinastía católica de habla alemana de los Habsburgo que gobernaba Austria-Hungría.
En 1900, la población de Silesia austríaca ascendía a 680 422, o 132 habitantes por kilómetro cuadrado. Los alemanes formaban el 44.69% de la población, el 33.21% eran polacos y el 22.05% checos y eslavos. Alrededor del 84% eran católicos, el 14% protestantes y el resto eran judíos. La dieta local estaba compuesta por 31 miembros y Silesia envió 12 diputados al Reichsrat en Viena. A efectos administrativos, Silesia se dividió en 9 distritos y 3 ciudades con municipios autónomos: Opava (Troppau), the capital, Bielsko-Biała (Bielitz) y Frýdek-Místek (Friedeck). Otras ciudades principales fueron: Cieszyn/Těšín (Teschen); Slezská Ostrava (Polnisch-Ostrau), la parte oriental de Ostrava; Krnov (Jägerndorf); Karviná (Karwin); Bruntál (Freudenthal); Jeseník (Freiwaldau); y Horní Benešov (Bennisch)..
- Wikisource contiene obras originales de o sobre un relato de la vida rural en la Silesia alemana en el siglo XIX ..

## Período de entreguerras y Segunda Guerra Mundial

### División después de 1918
| División     | División                             | Área en 1910 (km²) | % territorio | Población en 1910 | Parte de (después de la Primera Guerra Mundial) |
| Baja Silesia | Baja Silesia                         | 27 105 km²         | 100%         | 3 017 981         |                                                 |
|              | a Segunda República Polaca (Polonia) | 526 km²            | 2%           | 1%                | Voivodato de Poznań (Niederschlesiens Ostmark)  |
|              | a República de Weimar (Alemania)     | 26 579 km²         | 98%          | 99%               | Provincia de Baja Silesia                       |
| Alta Silesia | Alta Silesia                         | 13 230 km²         | 100%         | 2 207 981         |                                                 |
|              | a Segunda República Polaca (Polonia) | 3225 km²           | 25%          | 41%               | Voivodato de Silesia                            |
|              | a Checoslovaquia                     | 325 km²            | 2%           | 2%                | Región de Hlučín                                |
|              | a República de Weimar (Alemania)     | 9680 km²           | 73%          | 57%               | Provincia de Alta Silesia                       |

### Período de entreguerras

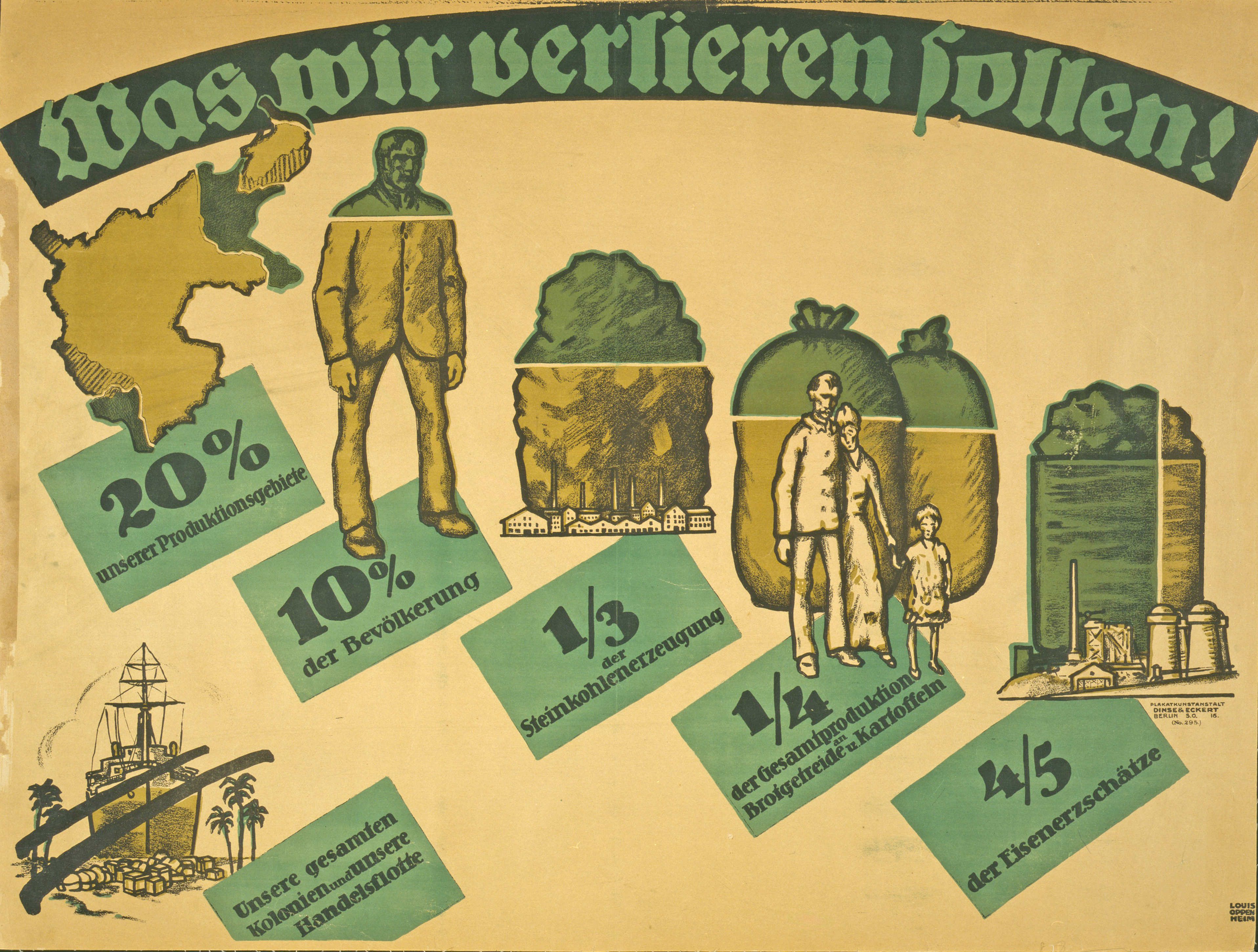
Un cartel alemán de la Primera Guerra Mundial titulado "Was wir Verlieren sollen!", o «¡Lo que perderemos!», con quejas por lo que Alemania había perdido en 1919: arriba a la izquierda, la pérdida de territorio para Polonia y el 10% de su población, lo que indica que era la principal preocupación de Alemania.

En el Tratado de Versalles, tras la derrota de la Alemania Imperial y Austria-Hungría en la Primera Guerra Mundial, se decidió que la población de la Alta Silesia debería celebrar un plebiscito para determinar la división de la provincia entre Polonia y Alemania, con la excepción de un área de  333 km² alrededor de Hlučín  (Hultschiner Ländchen), que fue otorgada a Checoslovaquia en 1920 a pesar de ser mayoría de habla alemana. [cita requerida]  El plebiscito, organizado por la Sociedad de las Naciones, se celebró en 1921. En la Silesia de Cieszyn hubo un acuerdo provisional entre la polaca Rada Narodowa Księstwa Cieszyńskiego y la checa Národní výbor pro Slezsko  sobre la partición de las tierras pasadas del Ducado de Cieszyn a lo largo de líneas étnicas. Sin embargo, ese acuerdo no fue aprobado por el gobierno checoslovaco en Praga. Polonia celebró elecciones en toda el área en disputa, y el 23 de enero de 1919, las tropas checas invadieron las tierras de la Silesia de Cieszyn, deteniéndose el 30 de enero de 1919 en el río Vístula cerca de Skoczów. El plebiscito planeado no se organizó en la Silesia de Cieszyn, sino que se llevó a cabo en la mayoría de las otras partes de la Alta Silesia. El 28 de julio de 1920, la Conferencia de Spa dividió la Silesia de Cieszyn entre Polonia y Checoslovaquia a lo largo de la frontera actual.
En 1918 surgieron varias propuestas para delimitar la división de la Alta Silesia. En la Conferencia de Paz de París (1919) se creó una comisión de asuntos polacos para preparar propuestas para las fronteras polacas. En sus dos primeras propuestas (del 27 de marzo de 1919 y del 7 de mayo de 1919) la mayor parte de la futura provincia fue cedida, junto con la región de Oppeln, a Polonia. Sin embargo, eso no fue aceptado por las Cuatro Grandes y, siguiendo la sugerencia de David Lloyd George, se organizó un plebiscito. Antes de que tuviera lugar el 20 de marzo de 1921, se organizaron dos insurrecciones de Silesia (1919 y 1920) instigadas por los habitantes polacos  de la zona. Después del referéndum, en el que Polonia obtuvo el 41% de los votos, se creó un plan de división que dividió a la Alta Silesia. Después de esto, tuvo lugar el Tercer Levantamiento de Silesia (1921). Una comisión de embajadores preparó en Ginebra en 1922 un nuevo plan de división, pero aun así creó una situación en la que algunos territorios rurales que votaron principalmente por Polonia fueron otorgados a Alemania y algunos territorios urbanos con mayoría alemana fueron otorgados a Polonia. El Sejm polaco decidió que las áreas más orientales de la Alta Silesia deberían convertirse en un área autónoma dentro de Polonia, organizada como el voivodato de Silesia y con el Parlamento de Silesia como circunscripción y el Consejo de Voivodato de Silesia como órgano ejecutivo. Una figura política central fue Wojciech Korfanty. La parte de Silesia otorgada a Polonia fue, con mucho, la región mejor desarrollada y la más rica del estado recién formado, y generaba la mayor parte de la producción industrial de Polonia. En consecuencia, la división en 1922, el Acuerdo germano-polaco sobre Silesia Oriental (Convención de Ginebra) se concluyó el 15 de mayo de 1922, que trató sobre el futuro constitucional y legal de la Alta Silesia, ya que se había convertido en parte en territorio polaco. Después de la división de la Alta Silesia, la minoría polaca en la parte alemana de la Alta Silesia fue discriminada y perseguida.
La mayor parte de la Silesia que permaneció en Alemania se reorganizó en las dos provincias de Alta Silesia y Baja Silesia. Después del ascenso al poder de los nazis, las sinagogas de la actual Breslavia (en alemán: Breslau) y de muchas otras ciudades fueron destruidas durante la Kristallnacht de 1938. En octubre de 1938, Zaolzie (parte de la Silesia de Cieszyn, la zona en disputa al oeste del río Olza, 876 km² con 258 000 habitantes), fue tomada por Polonia de Checoslovaquia tras el Acuerdo de Múnich que entregó las áreas fronterizas de Checoslovaquia a la Alemania nazi. La Silesia checa con Slezská Ostrava se incorporó a Sudetenland Gau, mientras que Hultschin se incorporó a la provincia de Alta Silesia.

### Segunda Guerra Mundial
Con la invasión de Polonia, la Alemania nazi conquistó las partes mayoritariamente polacas de la Alta Silesia. Otras tierras incautadas en 1939 fueron los condados de  Sosnowiec (Sosnowitz), Będzin (Bendzin, Bendsburg), Chrzanów (Krenau) y Zawiercie (Warthenau) y partes de los condados de  Olkusz (Ilkenau) y Żywiec (Saybusch). A finales de 1940, unos 18−20 000 polacos fueron expulsados de Żywiec durante la Acción Saybusch. En total, entre 1940 y 1944, alrededor de 50 000 polacos fueron sacados por la fuerza de la zona y sustituidos por colonos alemanes de Galicia oriental y Volhynia. La transferencia se acordó en las Conferencias de la Gestapo-NKVD. Además, se establecieron 23 campos, llamados Polenlager, en Silesia para los polacos expulsados. Las poblaciones alemanas en Silesia con frecuencia dieron la bienvenida a la Wehrmacht y muchos miles de silesios fueron posteriormente reclutados para la Wehrmacht.
En 1940, el gobierno nazi de Alemania comenzó a construir los campos de concentración de Auschwitz y de Groß-Rosen. Este último campo proporcionó mano de obra para la construcción de siete instalaciones militares subterráneas en las montañas Owl y el castillo de Książ. El Proyecto Riese comenzó en 1943, pero estaba inacabado cuando las fuerzas rusas y polacas capturaron el área en 1945. Se estima que 5000 trabajadores esclavos murieron durante la construcción. Tras el bombardeo aliado de las refinerías y plantas de Silesia como Blechhammer y Monowitz durante la campaña petrolera de la Segunda Guerra Mundial, las «plantas sintéticas y refinerías de crudo [fueron neutralizadas] por el avance de los ejércitos rusos» ca. 20 de febrero de 1945. En enero de 1945 en Silesia, las SS comenzaron a hacer marchar aproximadamente a 56 000 prisioneros en las marchas de la muerte desde los campos de Auschwitz al noroeste hasta Gliwice y principalmente al oeste de Loslau(en polaco: Wodzisław Śląski).
Silesia albergó campos de prisioneros de guerra, el más famoso Stalag Luft III, cuyas fugas de prisioneros fueron inmortalizadas en las películas  The Great Escape  (1963) y The Wooden Horse  (1950).

## Polonia, República Checa y Alemania

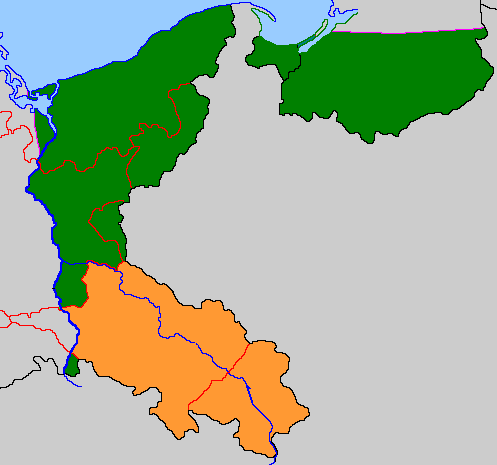
1945: la mayor parte de la Silesia alemana de antes de la guerra se transfirió a Polonia (área en naranja, otras áreas transferidas a Polonia se muestran en verde).

### Área polaca
En 1945, Silesia fue capturada por el Ejército Rojo soviético. Para entonces, una gran parte de la población alemana había huido o había sido evacuada de Silesia por temor a los soviéticos, pero contrariamente a las afirmaciones soviéticas, millones de silesios alemanes permanecieron en su hogar. Un mes antes de la Conferencia de Potsdam, comenzaron las expulsiones de alemanes en el oeste de Silesia con el objetivo de crear una zona al este de la línea Oder-Neisse para convencer a los aliados occidentales de que no quedaban alemanes más al este. Según los términos de los acuerdos de la Conferencia de Yalta y el Acuerdo de Potsdam, ambos de 1945, la Silesia alemana al este de los ríos Oder y Lusatian Neisse fue transferido a Polonia (ver línea Oder-Neisse), pendiente de una conferencia de paz final con Alemania. Dado que nunca se celebró tal conferencia de paz, Alemania cedió efectivamente la mayor parte de Silesia. La mayor parte de la población alemana restante fue expulsada.

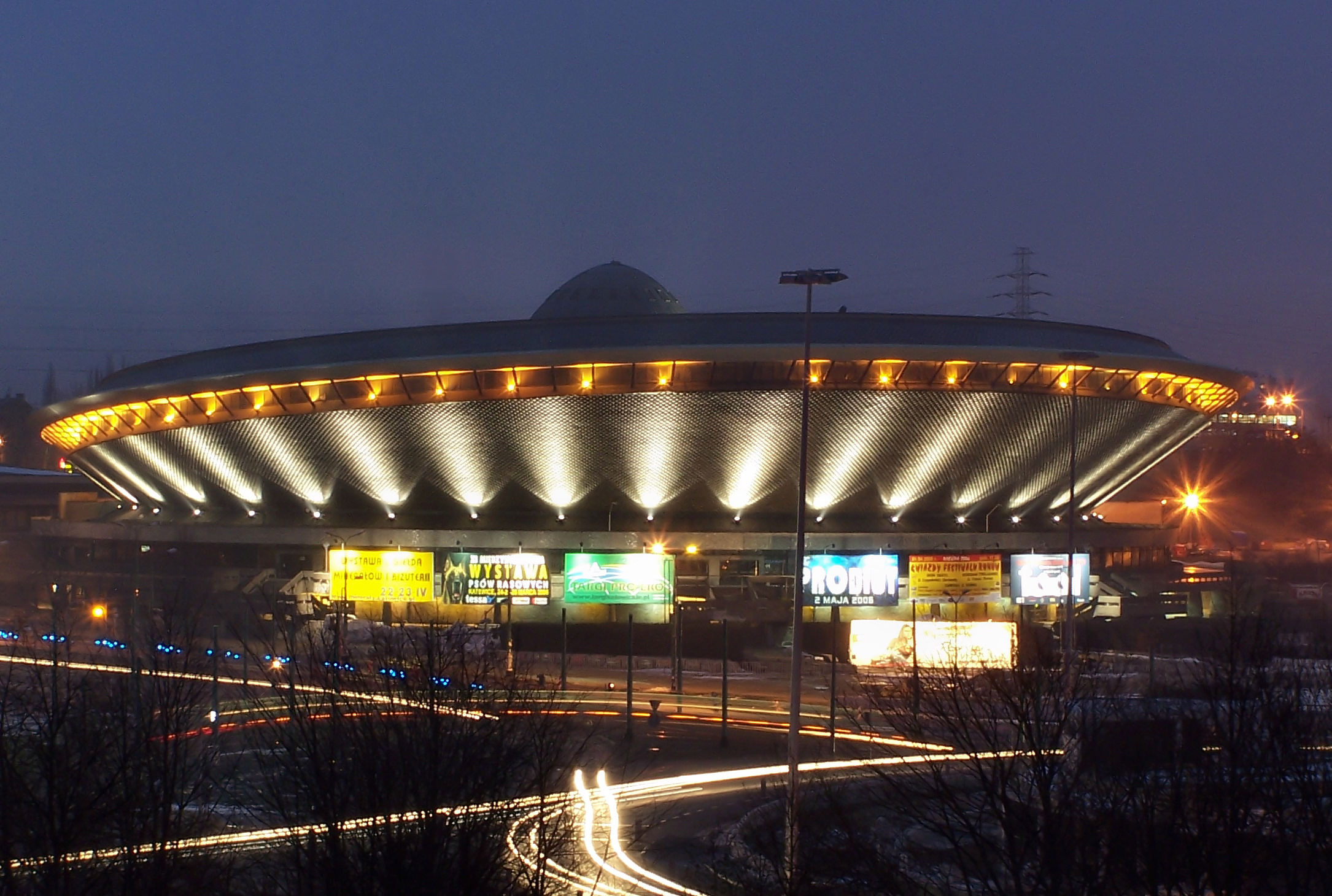
Katowice, Spodek

Antes de la guerra, la población alemana de Silesia ascendía a más de cuatro millones de habitantes. Muchos murieron en la guerra o huyeron ante el frente que se aproximaba. La mayoría de los restantes fueron expulsados por la fuerza después del conflicto y algunos fueron encarcelados, por ejemplo, en los campos de Lambsdorf (Łambinowice)  y Zgoda. Muchos murieron allí y muchos más durante la huida hacia la Zona de Ocupación Soviética a través de los ríos Oder y Neisse. Los refugiados llegaron por primera vez a lo que se convertiría en Alemania Oriental y algunas víctimas del bombardeo incendiario de Dresde eran refugiados de Silesia. Algunos se quedaron en la zona rusa, mientras que otros se fueron a las Zonas de Ocupación de los Aliados Occidentales o lo que se convertiría en Alemania Occidental. Los silesios también emigraron a Austria, Estados Unidos, América del Sur y Australia. Más de 30 000 hombres de Silesia (la mayoría de los cuales tenían raíces alemanas, algunos con raíces parcialmente polacas)[cita requerida] fueron deportados a las minas soviéticas y a Siberia, la mayoría de los cuales nunca regresó. Otros alemanes silesios emigraron o fueron expulsados después de la guerra por el gobierno polaco que adoptó una política nacionalista antialemana en lo que ellos consideraron los Territorios Recuperados (ver Expulsión de alemanes tras la Segunda Guerra Mundial y Emigración de Polonia a Alemania después de la Segunda Guerra Mundial).

Voivodato de Silesia-Dąbrowa de 1946 a 1950

En 1946 los denominados Territorios Recuperados se incorporaron a los voivodatos existentes o se dividieron en otros nuevos. En la Alta Silesia se estableció un voivodato de Silesia-Dąbrowa que comprende aproximadamente el voivodato de Silesia polaco de antes de la guerra y el Zagłębie Dąbrowskie en el este y de la región de Opole en el oeste. Este voivodato se dividió en 1950 creando distintos voivodatos de Katowice y Opole. El resto de la región se dividió entre el voivodato de Wrocław y el voivodato de Poznań. En 1950, los distritos de la Baja Silesia de Brzeg y Namysłów del voivodato de Wrocław se agregaron al voivodato de Opole recién formado, mientras que la región más occidental del voivodato de Poznań se separó de su parte principal y formó el voivodato de Zielona Góra. Debido a que muchos lugares no tenían nombres polacos acordados en 1945, se formó una Comisión para la Determinación de Nombres de Lugares para encontrar nombres polacos adecuados para reemplazar a los nombres alemanes. En muchos casos, se restituyó la raíz eslava del nombre germano, en algunos casos se acordó una traducción literal del nombre germano, y en los casos en que no se pudo determinar un nombre eslavo original, se tomaron nombres de la antigua zona nativa de los nuevos colonos.
Debido a que la población alemana de Checoslovaquia también fue expulsada, la frontera de la Baja Silesia con Checoslovaquia ahora formaba una frontera lingüística entre los idiomas polaco y checo, donde antes se hablaba alemán en ambos lados de esta frontera.
Más de 1 millón de silesianos que se consideraban a sí mismos polacos o que fueron aceptados por las autoridades debido a su idioma y costumbres pudieron quedarse después de un proceso de verificación especial que implicó declarar la nacionalidad polaca y jurar lealtad a la nación polaca.
La industria de Silesia, particularmente en la Alta Silesia, sufrió comparativamente poco daño debido a su relativa inaccesibilidad a los bombardeos aliados, una maniobra envolvente del ejército soviético en enero de 1945, y quizás a la reticencia o negativa de Albert Speer a implementar la política de tierra quemada. Esta industria, en general intacta, jugó un papel fundamental en la reconstrucción e industrialización de Polonia. La industria que resultó dañada o destruida (principalmente en Opole y Baja Silesia) fue reconstruida después de la guerra. Las principales empresas fueron nacionalizadas. Según los términos del estatuto de nacionalización de 1946 todas las propiedades alemanas (sin incluir a los silesios que se declararon polacos) fueron confiscadas sin compensación. También se confiscaron grandes empresas propiedad de polaco-silesios, con una compensación.[cita requerida] Posteriormente fueron operadas por el estado, con cambios o inversiones relativamente menores, hasta 1989. Con la caída del comunismo en 1989, las partes más industrializadas de Silesia entraron en declive. A partir de 1989, Silesia hizo la transición a una economía más diversa y basada en servicios.

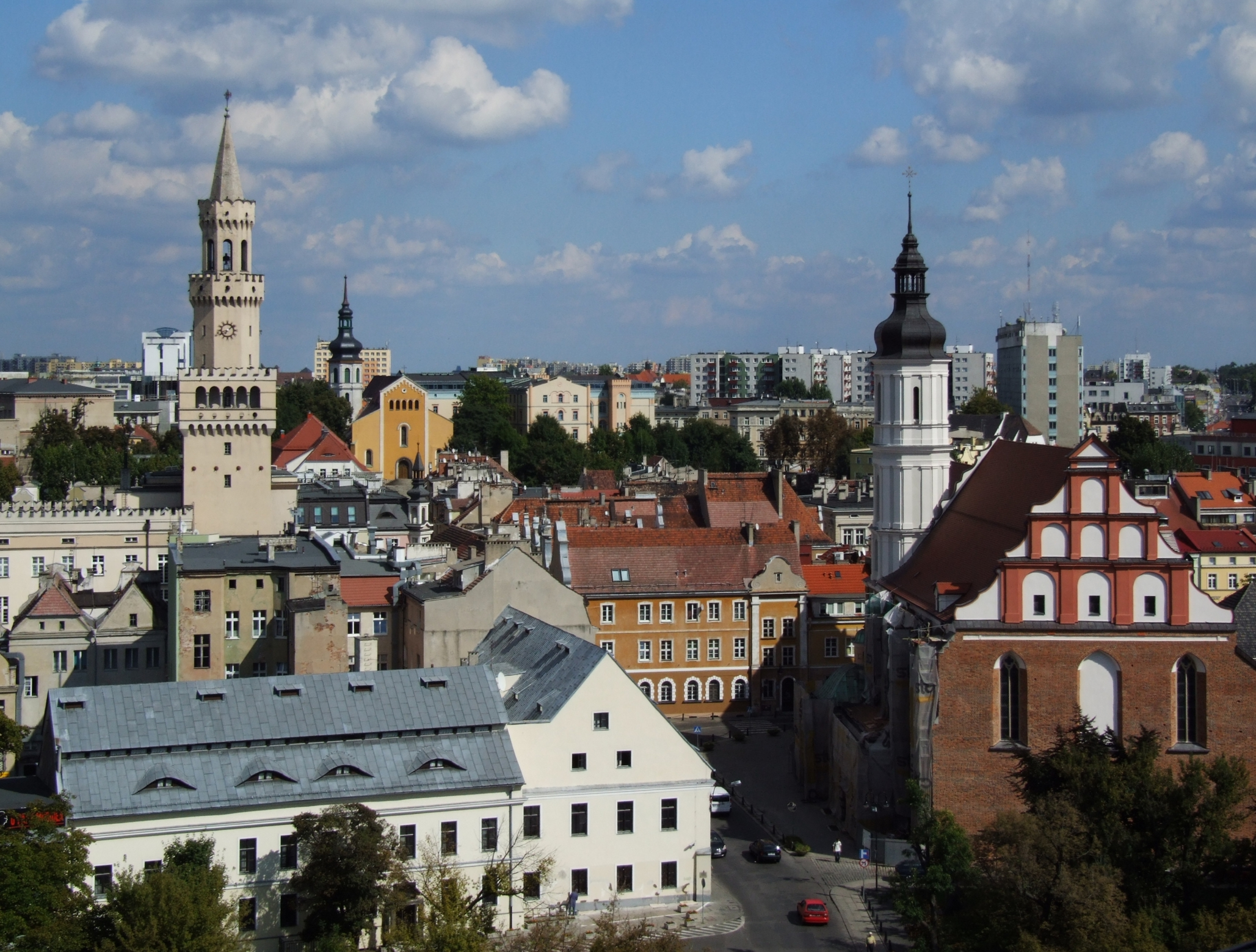
Centro de la ciudad renovada de Opole visto desde la torre Piast

El área anteriormente alemana fue repoblada sustancialmente por polacos, muchos de los cuales habían sido expulsados de las áreas del este de Polonia anexionadas por la Unión Soviética (ver Transferencias de población polaca (1944-1946)) y transferidas desde Ucrania, Lituania y Bielorrusia. Sin embargo, aquellos que se declararon polacos hoy forman una pequeña población de habla alemana en la región alrededor de Opole (Oppeln), así como una población bilingüe y de habla eslava de la Alta Silesia que se consideran polacos o silesios. En el censo oficial polaco, 153 000 personas declararon la nacionalidad alemana, aunque hasta 500 000 o más pueden ser de ascendencia alemana.[cita requerida] La minoría germano-polaca de Silesia es activa en la política y ha presionado por el derecho a volver a utilizar libremente el idioma alemán en público, lo que ha tenido un gran éxito.

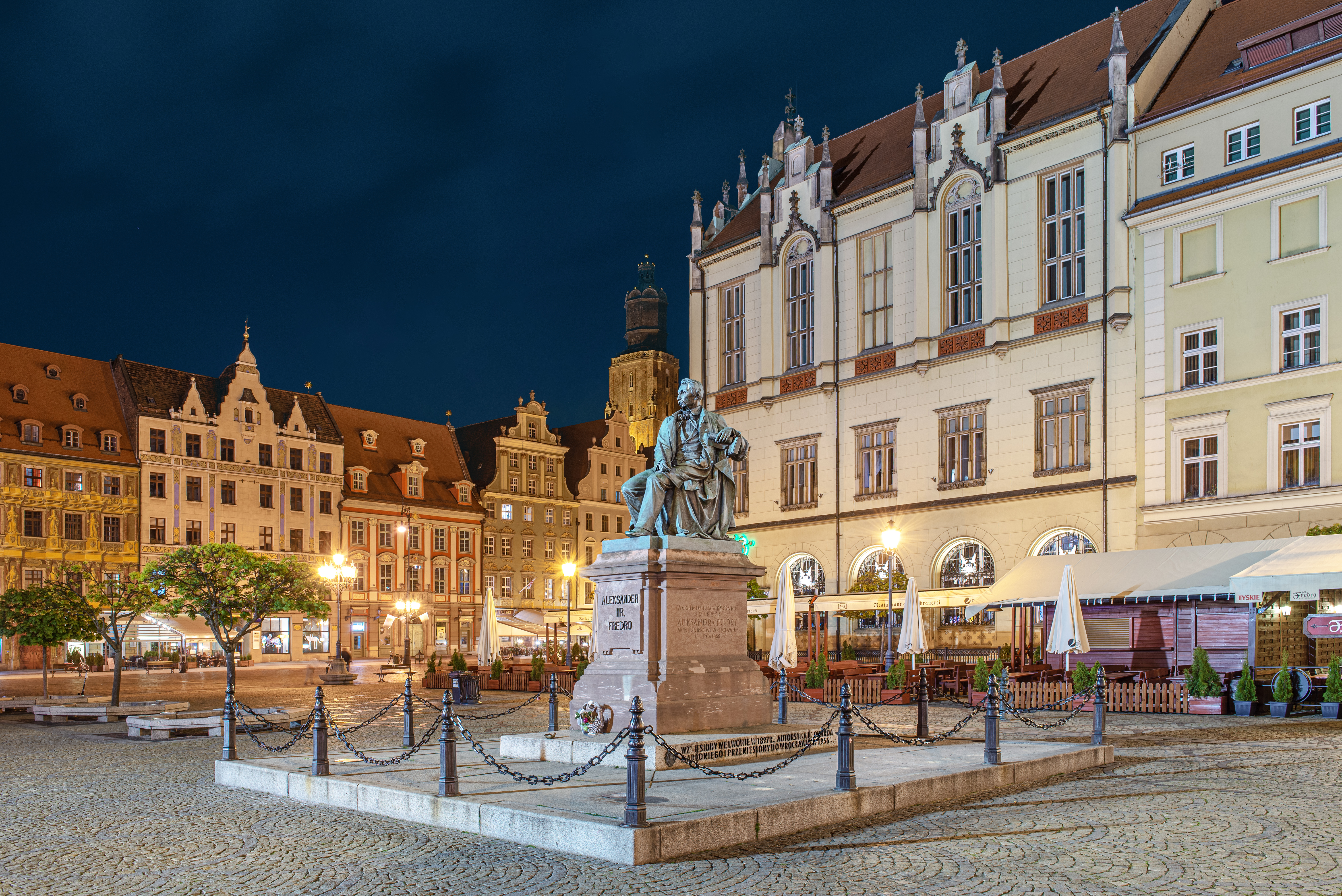
Monumento a Aleksander Fredro en Wrocław's town square

En 1975 se introdujo una nueva división administrativa de Polonia. Los 17 antiguos voivodatos se dividieron en 49. En el sur del país, 9 voivodatos se encuentran total o parcialmente dentro de las fronteras históricas de la región de Silesia: Zielona Góra, Jelenia Góra, Legnica, Wałbrzych, Wrocław, Opole, Katowice, Bielsko-Biała y Częstochowa.
No se restableció la autonomía del antiguo voivodato de Silesia. La región recibió el mismo trato que otras regiones polacas, lo que fue criticado por algunos habitantes. Después de la liberación, el parlamento polaco no ofreció autonomía a la Silesia polaca. Desde 1991, el Movimiento por la Autonomía de Silesia ha cabildeado sin éxito en el parlamento por la autonomía. El grupo alcanzó el 10,4% de los votos en el condado de Bieruń–Lędziny en las elecciones locales de 2006.
Desde 1998, el área polaca se ha dividido entre los voivodatos de Lubusz, de Baja Silesia, de Opole y de Silesia.

### Área alemana
Después de la guerra, parte de la región histórica de Lusacia que durante más de un siglo había formado la parte más occidental de la prusiana provincia de Baja Silesia permaneció en Alemania. Algunos habitantes se consideran a sí mismos silesios y cultivan las costumbres silesias. Conservan el derecho a utilizar la bandera y el escudo de armas de Baja Silesia garantizado por la Constitución sajona de 1992. Mientras tanto, la Iglesia Evangélica de Silesia de la Alta Lusacia  se fusionó con las iglesias de Berlín y Brandeburgo para formar la Iglesia evangélica en Berlín, Brandeburgo y Alta Lusacia silesiana.

### Área checa
Antes de la guerra, la Silesia checa estaba poblada por grandes poblaciones de habla alemana y polaca. Después de la Segunda Guerra Mundial, la Silesia checa (incluida Hlučínsko) regresó a Checoslovaquia y los  alemanes étnicos fueron expulsados. La minoría polaca sin embargo todavía existe, especialmente en la región de Zaolzie, donde asciende a 40 000 personas.

### Weczerka
1. ↑  Weczerka, 2003, p. 277.
2. ↑  Weczerka, 2003, p. 343.
3. ↑  Weczerka, 2003, p. XXXVII.
4. ↑  Weczerka, 2003, p. XXXVIII.
5. ↑  Weczerka, 2003, p. XXXVIV.
6. ↑  Weczerka, 2003, p. XL.
7. ↑  Weczerka, 2003, p. XLV.
8. 1 2  Weczerka, 2003, p. XLVII.
9. 1 2 3  Weczerka, 2003, p. XLVIII.
10. ↑  Weczerka, 2003, p. XLIV.
11. 1 2  Weczerka, 2003, p. L.
12. 1 2 3  Weczerka, 2003, p. LI.
13. ↑  Weczerka, 2003, p. LXXXIII.